# Forteresse de Belgrade
Ne doit pas être confondue avec le Parc de Kalemegdan qui l'entoure
La forteresse de Belgrade (en serbe : Beogradska tvrđava, en serbe en écriture cyrillique : Београдска тврђава) est située dans le parc de Kalemegdan à Belgrade, la capitale de la Serbie. En raison de son importance, elle figure sur la liste des monuments culturels d'importance exceptionnelle de la république de Serbie et sur la liste des biens culturels de la ville de Belgrade.
L'actuelle ville de Belgrade s'est développée autour de la forteresse ; construite au début du Ier siècle avec des murs en terre, elle est devenue un castrum romain au IIe siècle et fut un château byzantin du VIe au XIIe siècle ; elle fut la capitale fortifiée du despotat de Serbie du XIIIe au XVe siècle et fut occupée par les Autrichiens aux XVIIe et XVIIIe siècles. Elle constitue aujourd'hui un des hauts lieux culturels et historiques du parc de Kalemegdan et, plus généralement, de la capitale serbe.

## Localisation et structure d'ensemble

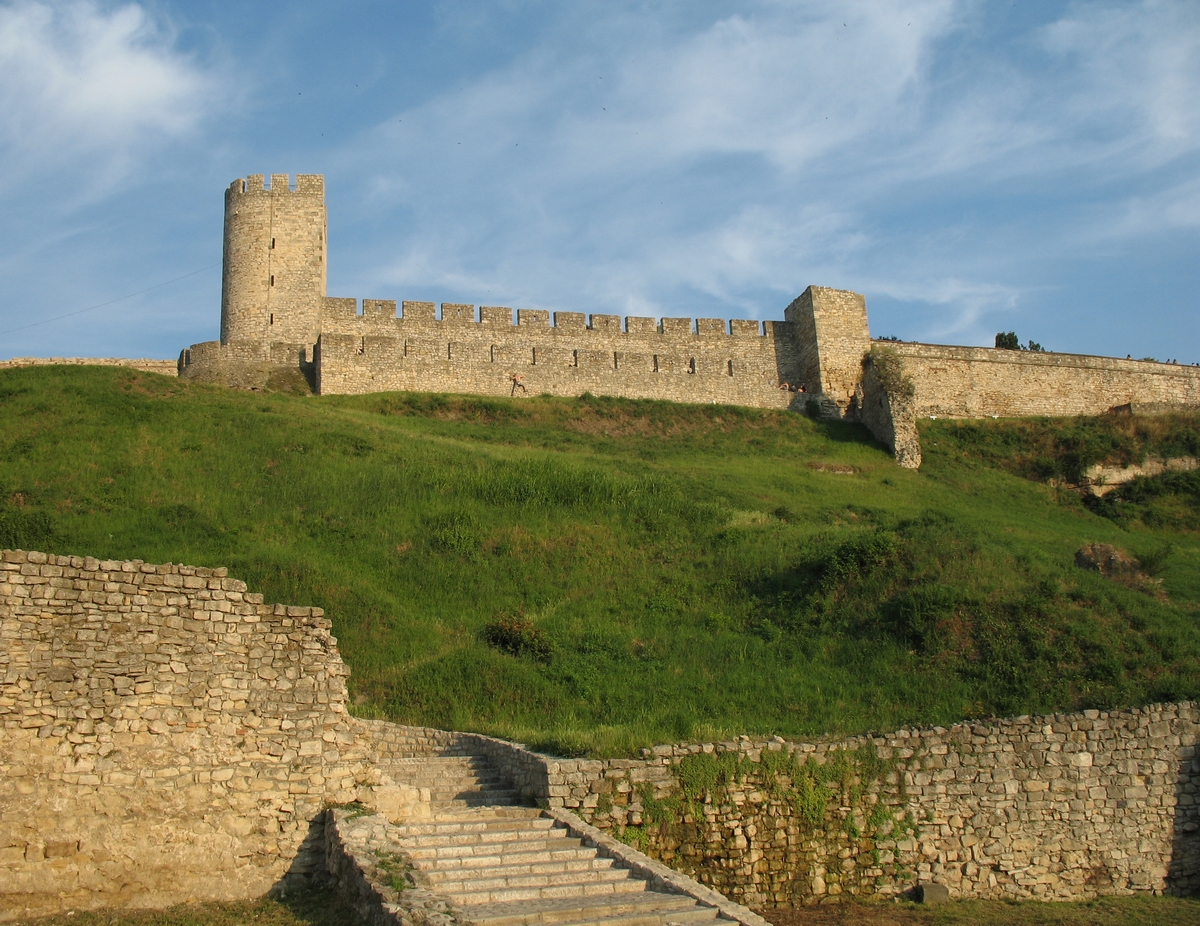
Le mur nord de la forteresse

La forteresse de Belgrade est située à une altitude de 125,5 m, sur une crête géologique qui forme une falaise à l'extrémité septentrionale de la région de la Šumadija (Choumadie). Elle se trouve en face de la Grande Île de la guerre (Veliko ratno ostrvo), au confluent de la Save et du Danube. Elle est longée par trois artères de la capitale, le bulevar Petra Bojovića, la rue Tadeuša Košćuškog et la rue Pariska.
La forteresse est constituée de deux parties : la forteresse haute, située sur un plateau, qui comprend l'ancien castrum romain et le château du despote byzantin et qui, plus tard, possédait des pièces d'artillerie orientées vers le sud et vers l'est, et la forteresse basse, qui comprend les ruines du palais du roi Milutin et qui orientait son artillerie vers l'est.

## Histoire

### Importance stratégique
La forteresse de Belgrade est située à la frontière géographique entre la plaine pannonienne et la péninsule des Balkans, ce qui, dans l'Antiquité, lui a donné un rôle stratégique important. Elle se trouvait au carrefour de la via Militaris qui conduisait jusqu'à Constantinople et de la Via Egnatia qui, depuis Thessalonique, pénétrait à l'intérieur du continent. La Save et le Danube constituaient de voies fluviales de premier plan.

### Antiquité

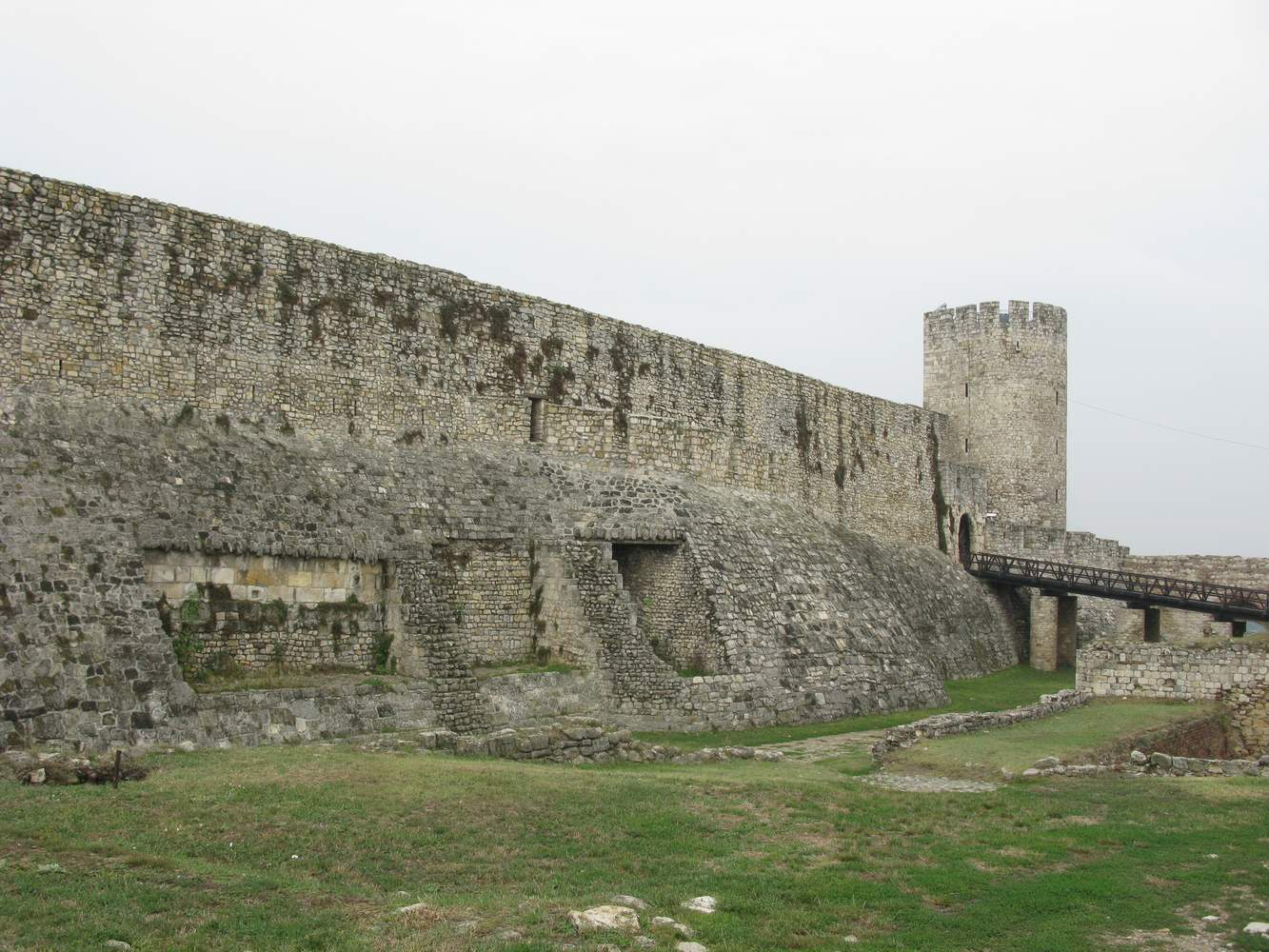
Vestige de mur romain

Une première localité a été fondée au IIIe siècle av. J.-C. par la tribu celte des Scordisques. Plus tard, la ville-forteresse a été conquise par les Romains et a pris le nom de Singidunum ; cette ville était située à la frontière militaire entre l’Empire romain et l’Europe centrale, à l'époque considérée comme barbare. Singidunum a été défendue par la Legio IV Flavia Felix, qui établit un castrum sur la colline de l'actuel parc de Kalmegdan. Entre 378 et 441 apr. J.-C., le camp romain a été à plusieurs reprises détruit lors des invasions des Goths et des Huns. Selon la légende, la tombe d'Attila se trouverait au confluent de la Save et du Danube. En 476, Belgrade devint une nouvelle fois une limite entre des empires : Empire romain d'Occident, l'Empire byzantin et l'État slave des Avars au nord. L'empereur byzantin Justinien reconstruisit la forteresse aux environs de 535.

### Moyen Âge

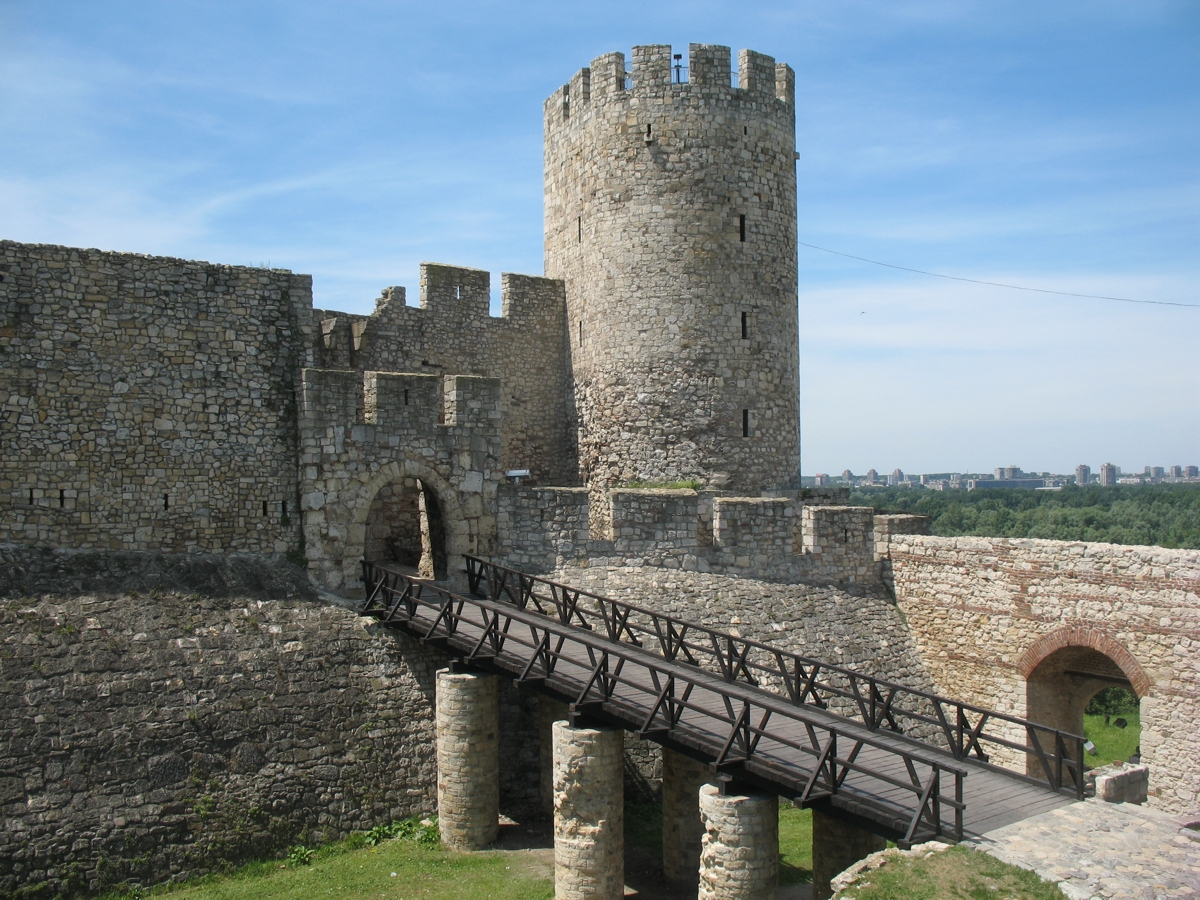
La tour du Despote

Au cours des siècles suivants, la forteresse souffrit de destructions répétées pendant les sièges avars. Les Serbes et les Avars établirent au nord de Singidunum « une union d'États ». Les Serbes et d'autres tribus slaves s'installèrent finalement dans la région de l'actuelle Belgrade, ainsi que dans les régions ouest et sud de Belgrade au début du VIIe siècle. Singidunum fut renommé « Belgrade », où « bel » signifie « blanc » et « grad » « la ville ». Belgrade est donc « la ville blanche », allusion aux pierres blanches de la forteresse byzantine mais terme qui, dans l’ancienne langue slave, signifie aussi « la ville de l'ouest ». Quoi qu'il en soit, ce nom est mentionné pour la première fois le 16 avril 878 dans une lettre du pape Jean VIII adressée au khan Boris Ier de Bulgarie (852-889).
La forteresse continua à changer de maîtres, conquise tour à tour par les Hongrois, les Bulgares et les Byzantins. Elle fit ainsi partie des terres de l'empereur Samuel Ier de Bulgarie et de ses successeurs jusqu'en 1018 puis redevint byzantine avant de passer aux mains des Hongrois, où elle resta jusqu'au XIIe siècle. En 1127, le roi  Béla Ier de Hongrie offrit la forteresse en cadeau de mariage à son fils Béla II, marié à la princesse serbe Jelena Nemanjić, la fille de Stefan Uroš Ier. Jelena dut prendre le pouvoir en Hongrie après que Béla eut eu les yeux crevés et dut fuir pour Constantinople. Belgrade resta principalement une terre hongroise, sauf entre 1282 et 1319.
Vassal du roi de Hongrie Sigismond (1387-1437), le despote serbe Stefan Lazarević reçut de lui la forteresse de Belgrade et il en fit la capitale de ses terres ; la citadelle, qui avait été gravement endommagée par les Ottomans en 1397 fut restaurée et agrandie entre 1403 et 1407. Après la mort de Stefan, Belgrade et sa forteresse revinrent aux Hongrois.
La citadelle fut assiégée par trois fois par les Turcs : en 1440 par le sultan Murad II (1421-1451), en 1456 par Mehmed II le Conquérant, qui, en 1453, s'empara de Byzance et, une troisième fois, en 1521, par Soliman le Magnifique (1520-1566) qui réussit à s'emparer de la place.

### Forteresse d'artillerie (XVIIe-XIXesiècles)
Les Autrichiens s'emparèrent de la citadelle en 1688 et d'importants travaux de reconstruction furent entrepris sous la direction de l'architecte Andrea Cornaro, notamment pour renforcer la forteresse d'artillerie médiévale. En revanche, la forteresse fut bombardée par les Ottomans lors du siège de 1690, bombardement qui provoqua l'explosion d'une poudrière située dans le secteur de la ville du Desposte qui fut presque entièrement détruite.

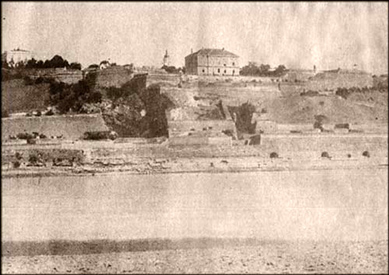
La forteresse de Belgrade en 1895

Les Autrichiens occupèrent à nouveau la forteresse en 1717 et, entre 1723 et 1736, l'architecte Nikola Doksat remodela l'ensemble mais à la suite du traité de Belgrade de 1739 la citadelle fut restituée aux Ottomans et les Autrichiens durent démolir les fortifications qu'ils avaient aménagées. En octobre 1789, les Autrichiens reprirent la citadelle mais elle dut être restituée aux Turcs en 1791 selon les termes du traité de Sistova.
En 1807, lors du premier soulèvement serbe contre les Ottomans, les insurgés, conduits par Karageorges, s'emparèrent de la forteresse et elle resta sous leur contrôle jusqu'à l'échec de l'insurrection en 1813. La principauté de Serbie devint complètement indépendante de la Sublime Porte en 1868 et, à cette occasion, le prince Michel Obrenović reçut symboliquement des Turcs les clés de la forteresse.
Très vite la forteresse de Belgrade perdit son caractère militaire et, dès 1869, elle fut intégrée au parc de Kalemegdan.
Au cours de la Première Guerre mondiale, la forteresse fut bombardée ; la plupart des bâtiments situés à l'intérieur de l'enceintes furent détruits et les murs eux-mêmes gravement endommagés. Pendant la Seconde Guerre mondiale, les forces d'occupation allemandes y stationnèrent et, après la libération de Belgrade le 20 octobre 1944, elle accueillit encore des troupes de l'Armée populaire yougoslave (JNA). En 1946, la citadelle et le parc furent placés sous la protection de l'État.

## Architecture
Aujourd'hui, la forteresse de Belgrade se présente comme une fortification d'artillerie classique, à l'instar de la forteresse de Petrovaradin. Les différentes époques se reconnaissent à la couleur de la pierre employée dans la construction. La pierre blanche est caractéristique de la période byzantine et de la période serbe tardive, tandis que la pierre rouge est caractéristique des périodes ottomanes et autrichiennes.

### Forteresse haute

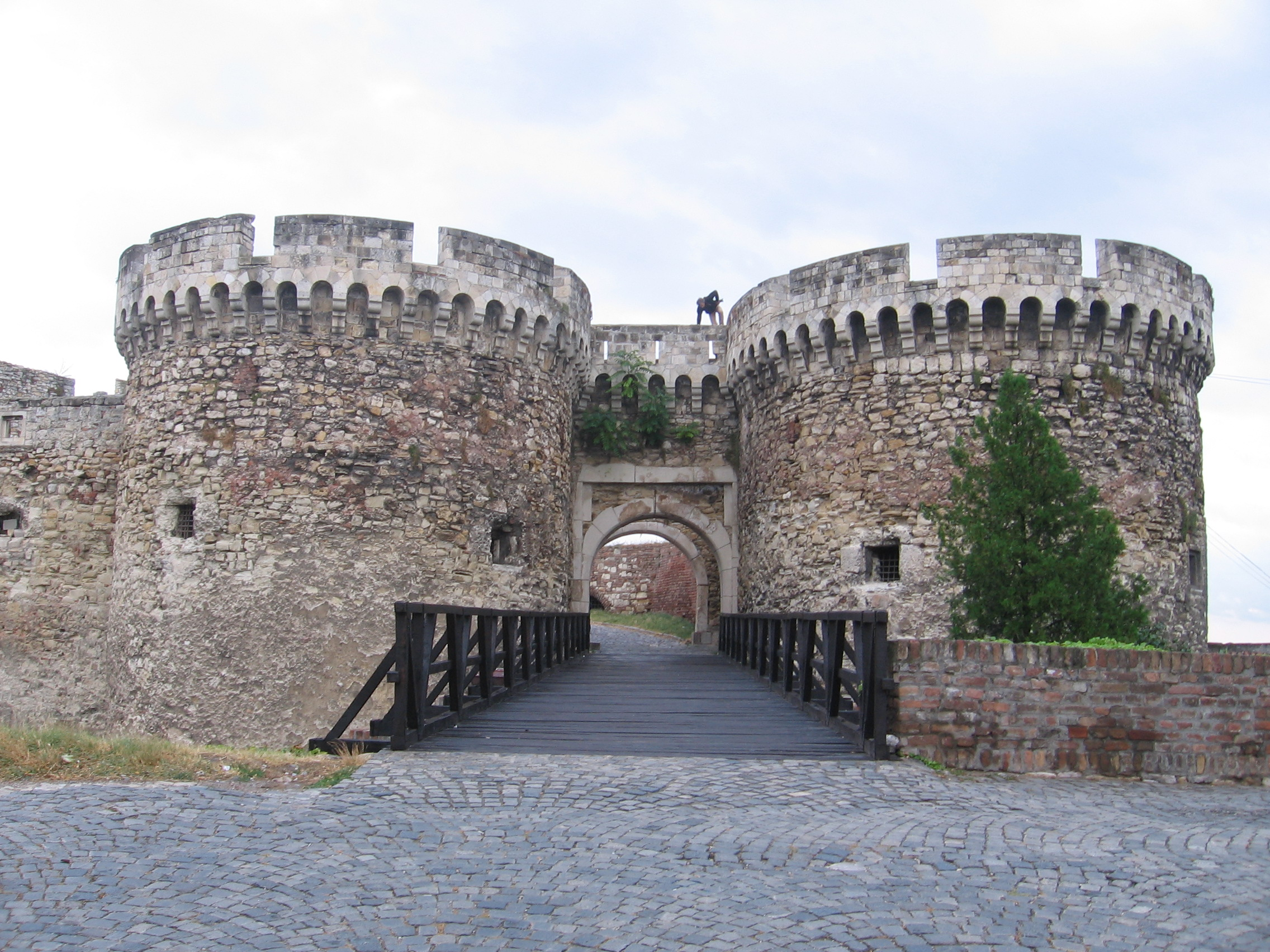
La Porte de la prison.

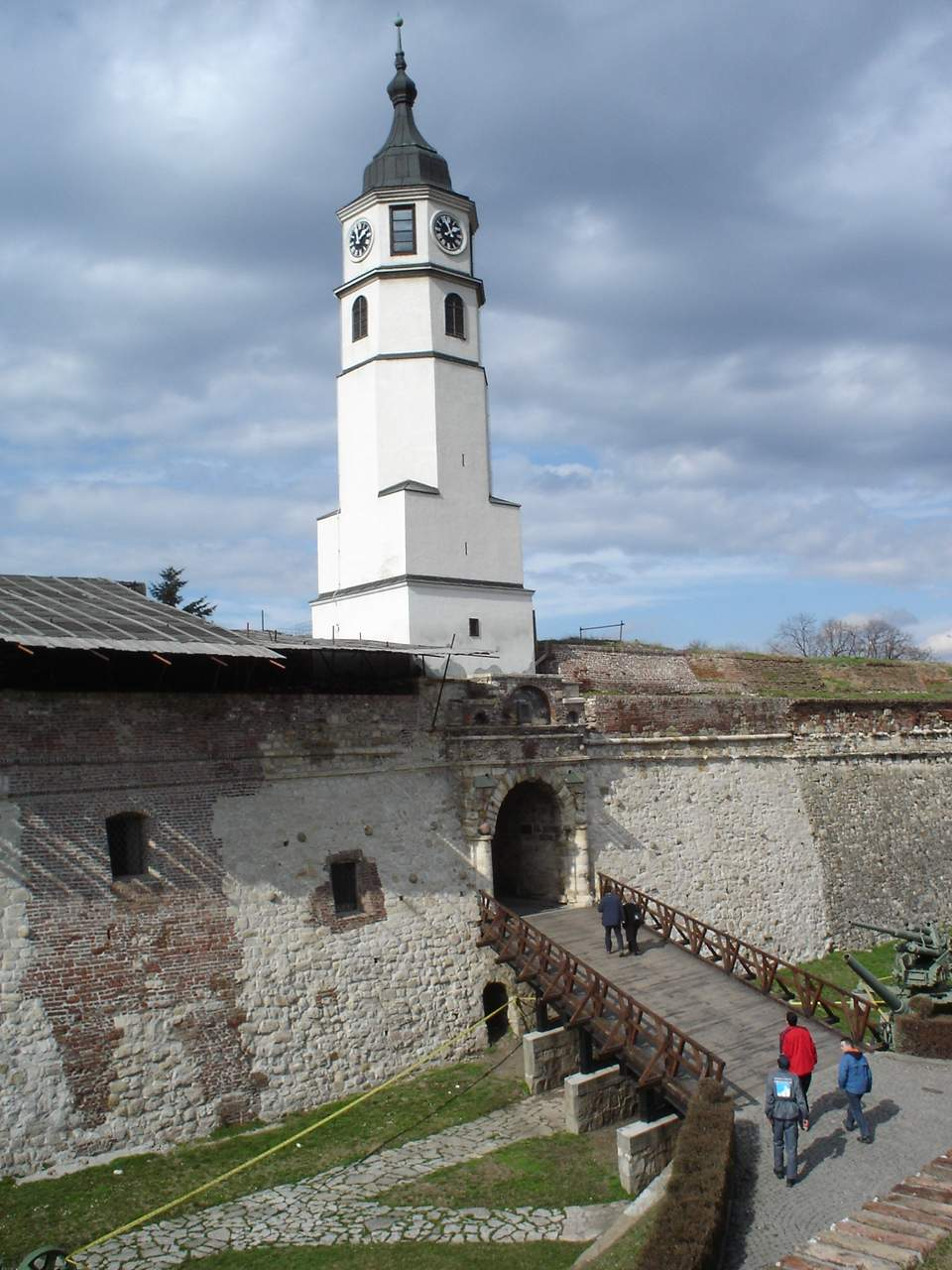
La Tour de l'horloge

La plupart des murailles, des tours et des portes préservés se trouvent dans la forteresse haute. La Porte du despote (en serbe : Despotova kapija) a été construite vers 1405 et est ainsi nommée en souvenir du « despote » serbe Stefan Lazarević ; elle est flanquée d'une tour qui abrite aujourd'hui l'observatoire populaire de Belgrade. La Porte de la prison (Zindan kapija) a été construite en 1460 et est encadrée de deux tours monumentales.
Devant la Porte de la prison se trouve un bastion qui comprend la Porte de Léopold (Leopoldova kapija), de style baroque, réalisée entre 1688 et 1690 ; au-dessus de la porte est gravé le monogramme L.P., « Leopoldus Primus », qui évoque Léopold Ier du Saint-Empire ; cette porte constitue l'une des constructions autrichiennes les plus anciennes de la forteresse de Belgrade. De l'époque autrichienne date aussi la Tour de l'horloge (Sahat kula), haute de 27,5 m, érigée dans un style baroque au début du XVIIIe siècle. La double Porte d'Istanbul (Stambol kapija), intérieure et extérieure, construite elle aussi dans un style baroque, constituait la porte principale de la ville ; y était suspendu le drapeau de l'Empire ottoman, qui en fut retiré en 1876 parce qu'il représentait un des derniers symboles de la vassalité de la principauté de Serbie vis-à-vis de la Sublime Porte. Du côté de Kalemegdan se trouve la Porte de Karageorges (Karađorđeva kapija), dont le nom commémore l'entrée des insurgés serbes dans la forteresse en 1807.

Le turbe de Damad Ali-pacha

Au centre de la forteresse haute se dresse le turbe du grand vizir Damad Ali-pacha ; ce monument funéraire a été construit en 1784 sur la tombe du muhafiz (commandant de forteresse) Ismet Mehmed-pacha et constitue un des meilleurs exemples d'architecture ottomane à Belgrade ; les commandants turcs de la forteresse Selim Pacha et Hasan Pacha y ont été enterrés respectivement en 1847 et 1850.

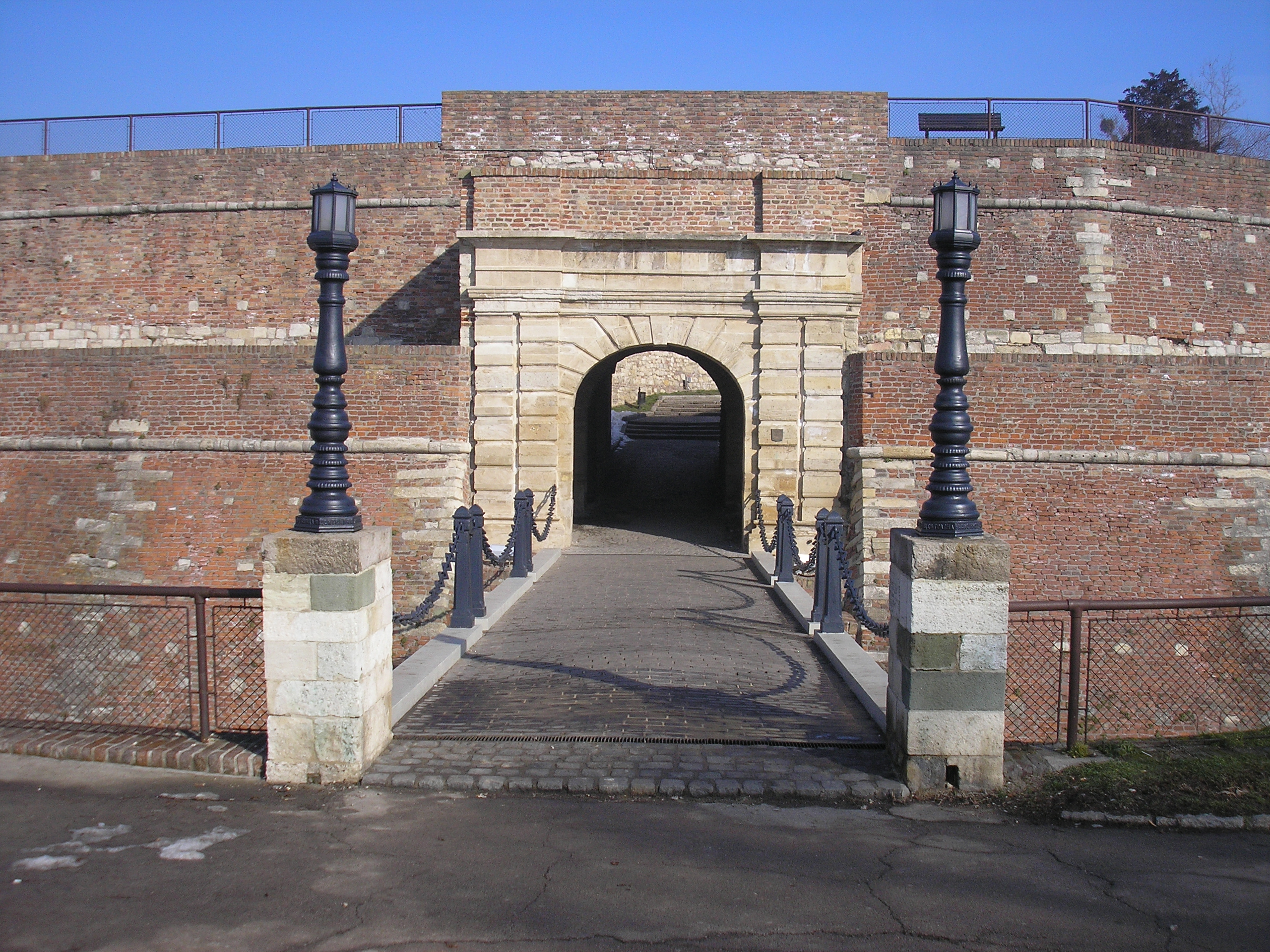
La Porte du roi

À la fin du XVIIe siècle, un pont fut construit, permettant d'accéder à la Porte du roi ou Porte de l'ouest (Kralj kapija ou Zapadna kapija), franchissant de sa hauteur la fontaine romaine. La Porte de Defterdar (Defterderova kapija), quant à elle, qui permet de relier la forteresse haute et la forteresse basse, a pris son aspect actuel au XVIIIe siècle ; près de cette porte se trouve la fontaine de Mehmed Pacha Sokolović (1567). Le voyageur ottoman du XVIIe siècle Evliya Çelebi rapporte l'inscription qui ornait la fontaine : « Approche-toi, ô bey, si tu souhaites boire de la richesse céleste » ; pendant la reconstruction autrichienne de la forteresse, entre 1717 et 1739, la fontaine a été condamnée ; elle a de nouveau jailli pour la première fois en 1938.

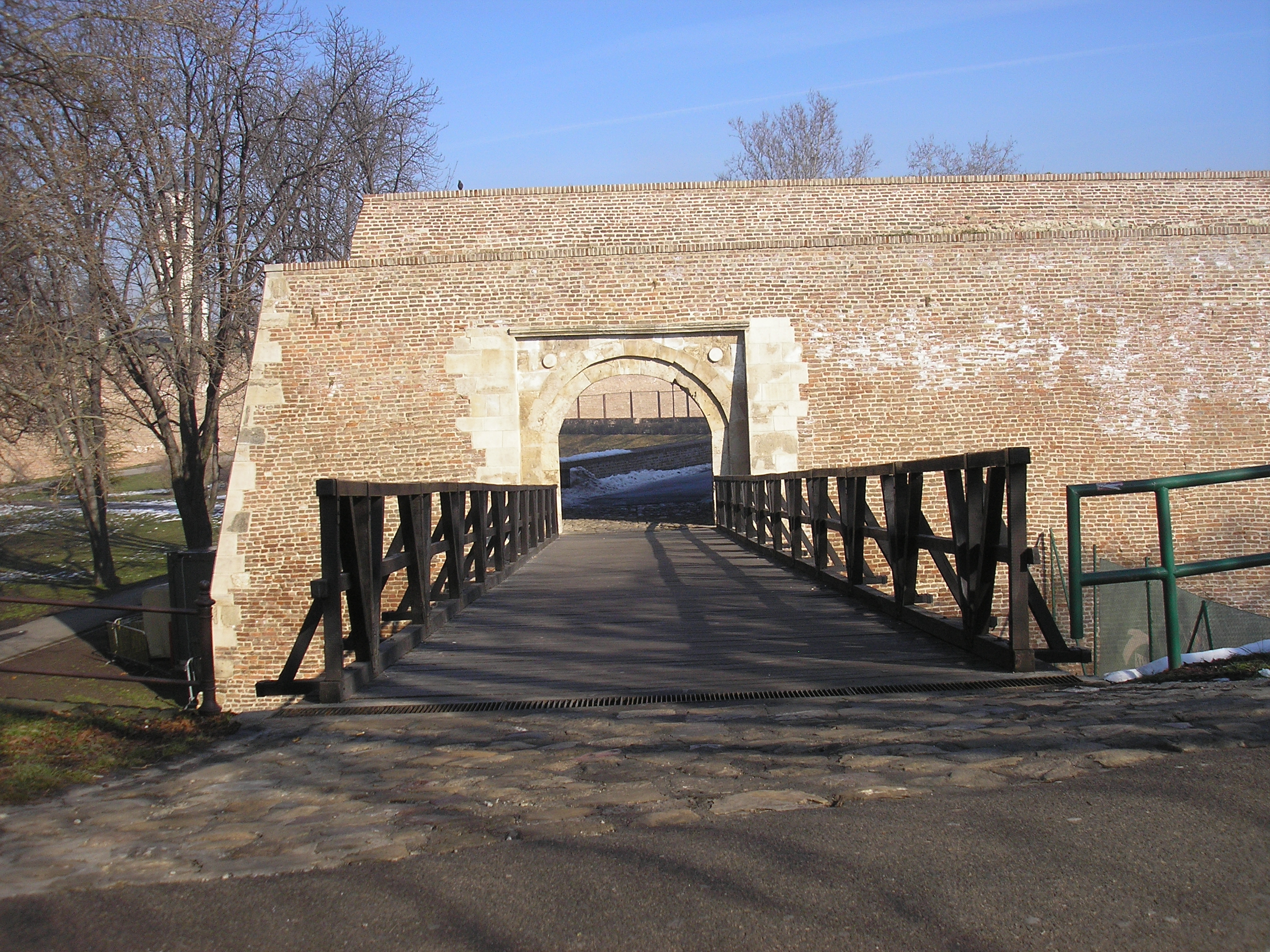
La Porte de Karageorges
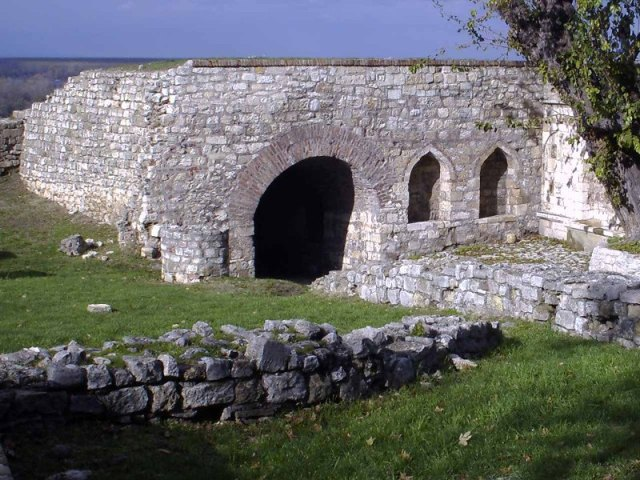
La Porte du Defterdar
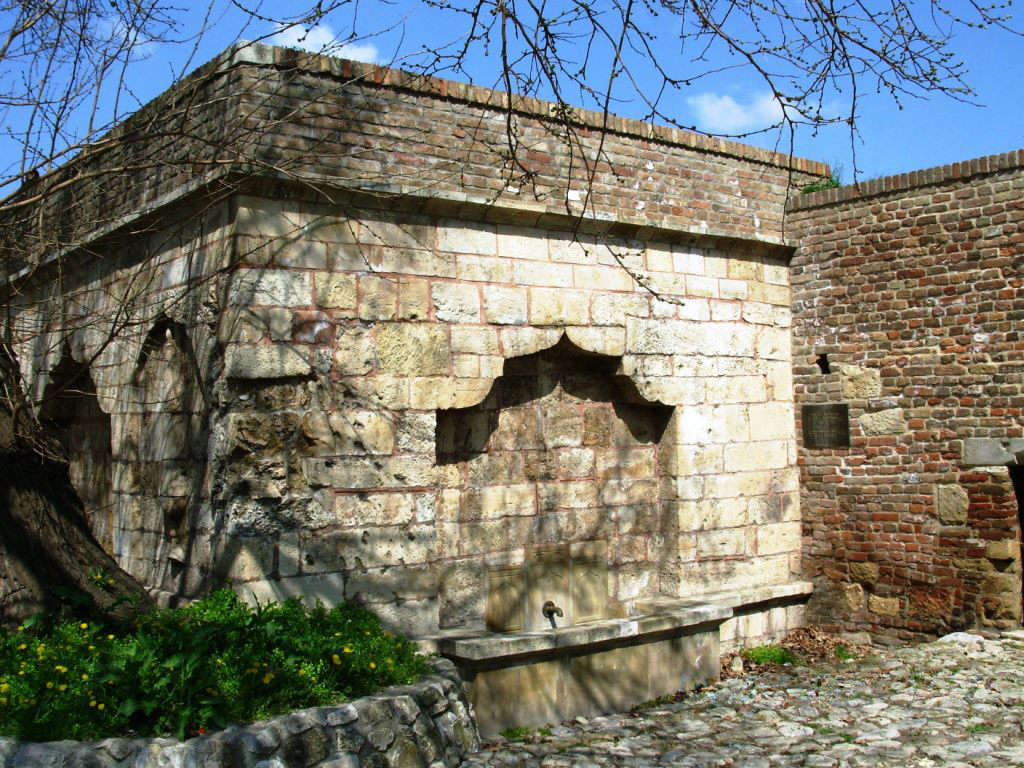
Fontaine de Mehmed Pacha Sokolović

### Forteresse basse
Parmi les constructions les plus importantes de la forteresse basse figurent la Tour Nebojša (Kula Nebojša), construite en 1460 et qui a servi de prison. la Tour Jakšić (Kula Jakšića), construite entre le XIe siècle et le XVe siècle, a été plusieurs fois remaniée ; son aspect actuel date de 1937. La Porte de Charles VI (Kapija Karla VI), parfois appelée à tort Porte d'Eugène de Savoie (Kapija Eugena Savojskog) est une construction baroque qui remonte à 1736. Parmi les constructions ottomanes, on peut citer la Porte de Vidin (Vidin kapija) qui remonte au XVIIIe siècle, ainsi qu'un hammam qui date de la même période.

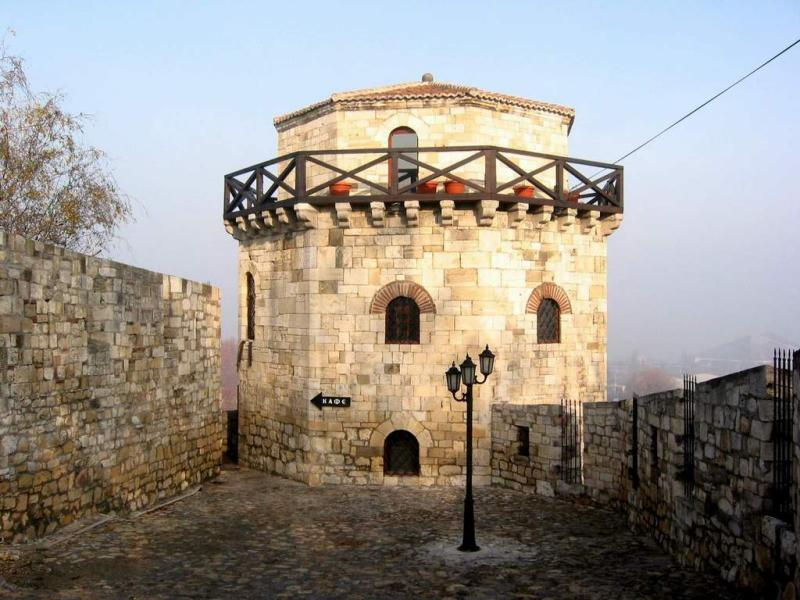
La Tour Jakšić

Sur le plan religieux, la forteresse basse abrite aujourd'hui deux petites églises. L'actuelle église Ružica (Crkva Ružica) servait au XVIIIe siècle de dépôt de poudre à canon ; elle fut convertie en église militaire entre 1867 et 1869. L'église de la Sainte-Parascève (Crkva svete Petke) date de 1867. Dans la ville basse se trouvaient autrefois l'ancienne église métropolite orthodoxe et un monastère franciscain, détruits lors de la conquête ottomane en 1521.

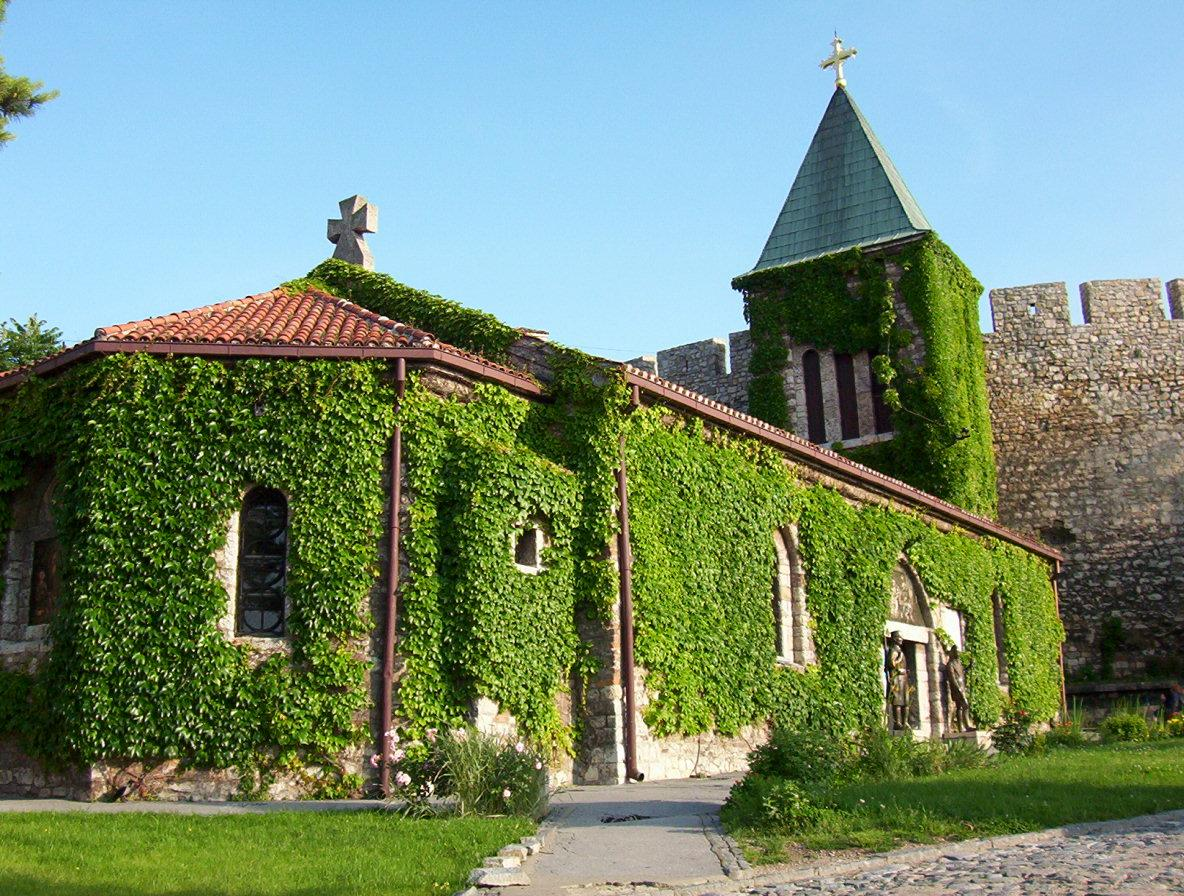
L'église Ružica
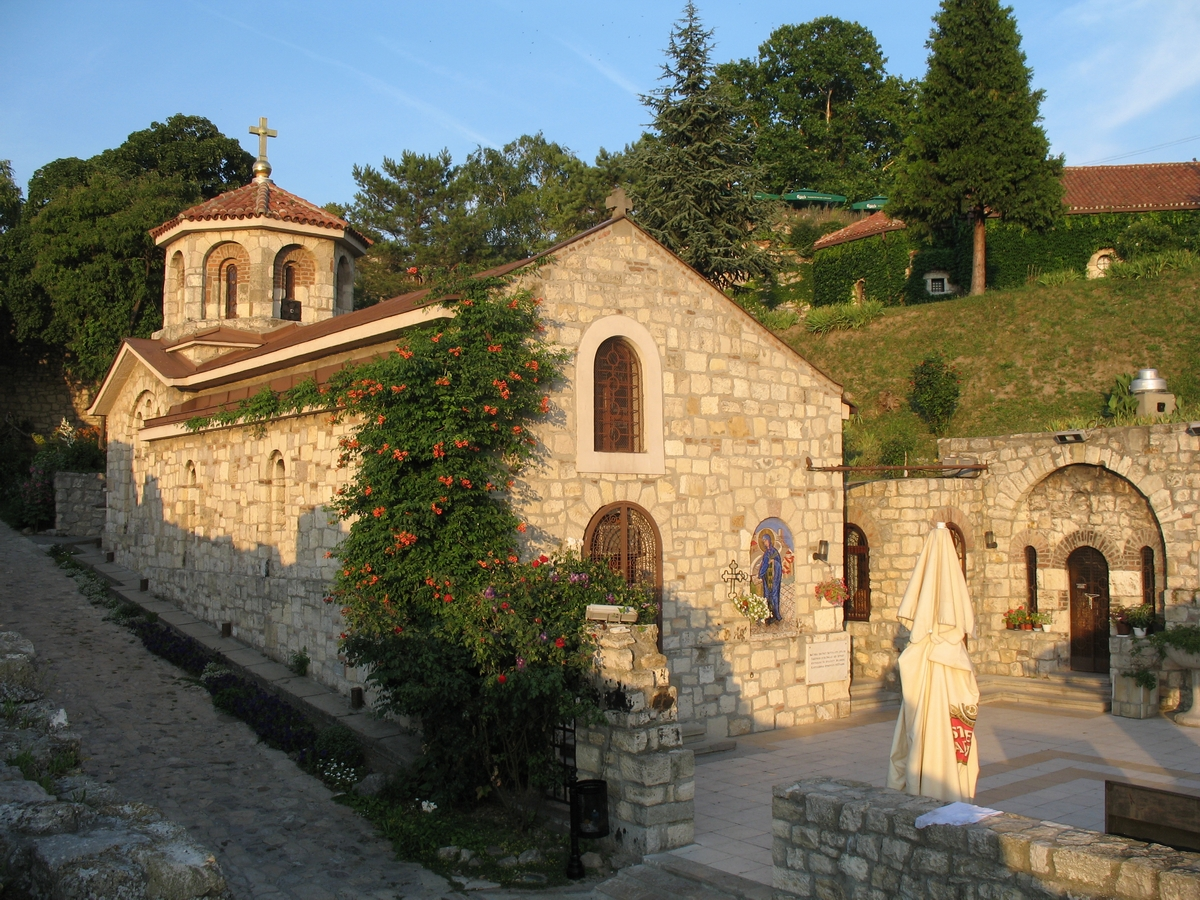
L'église de la Sainte-Parascève

## Monuments

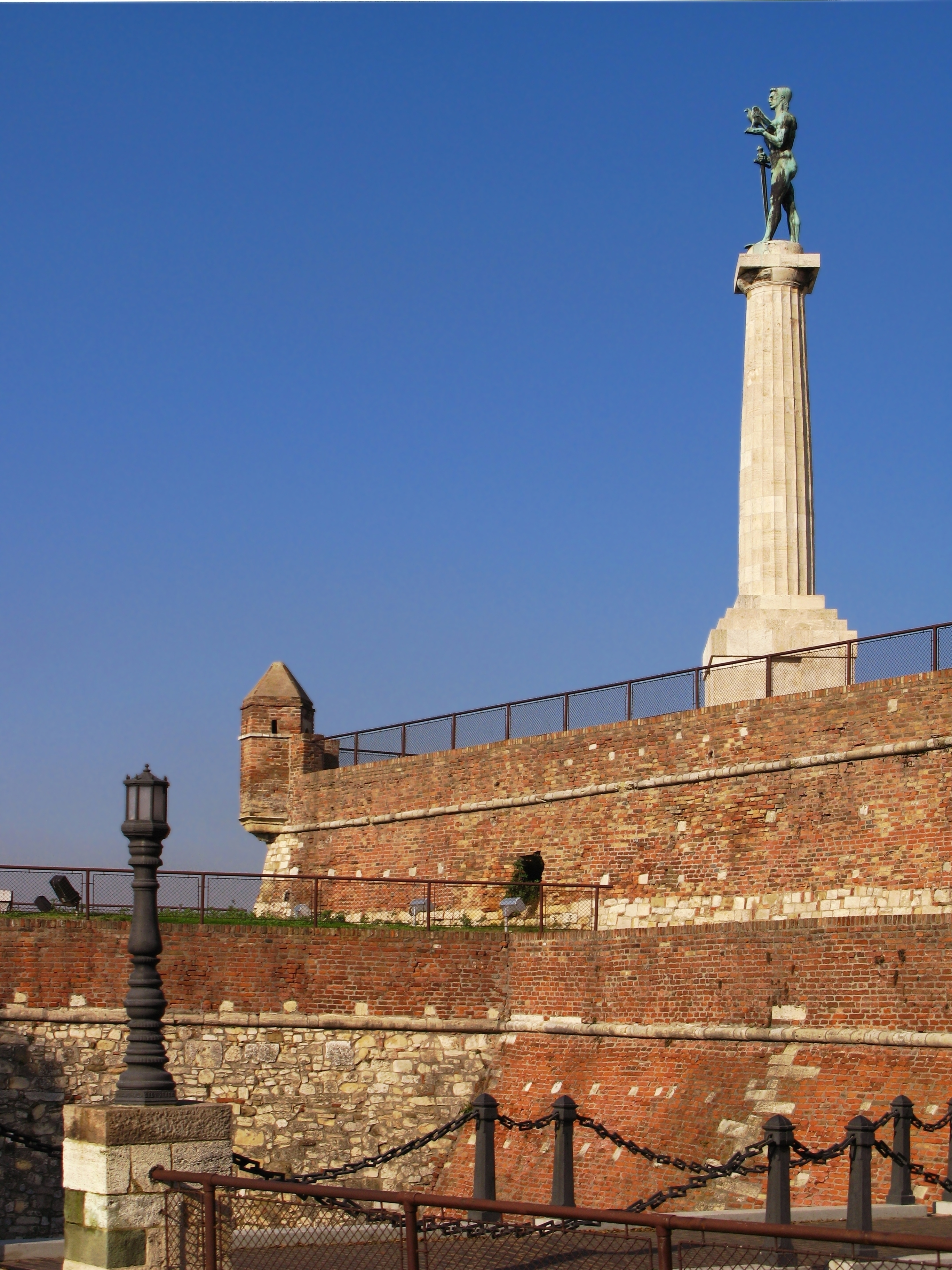
Le Victor

La forteresse de Belgrade abrite le Victor (Pobednik ; en français : « Le Vainqueur »), un des monuments emblématiques de la ville de Belgrade ; cette œuvre commémore la victoire des Serbes au mont Cer lors de la Première Guerre mondiale ; elle a été réalisée par le sculpteur croate Ivan Meštrović. Le Tombeau des Héros nationaux (Grobnica narodnih heroja) a été construit en 1948 pour abriter les dépouilles d'Ivo Lola Ribar (1916-1943) et d'Ivan Milutinović (1901-1944) ; celles de Đuro Đaković (1886-1929) ont été transférées sur le site le 29 avril 1949, pour le 20e anniversaire de sa mort, et celle de Moša Pijade (1890-1957) en mars 1957.

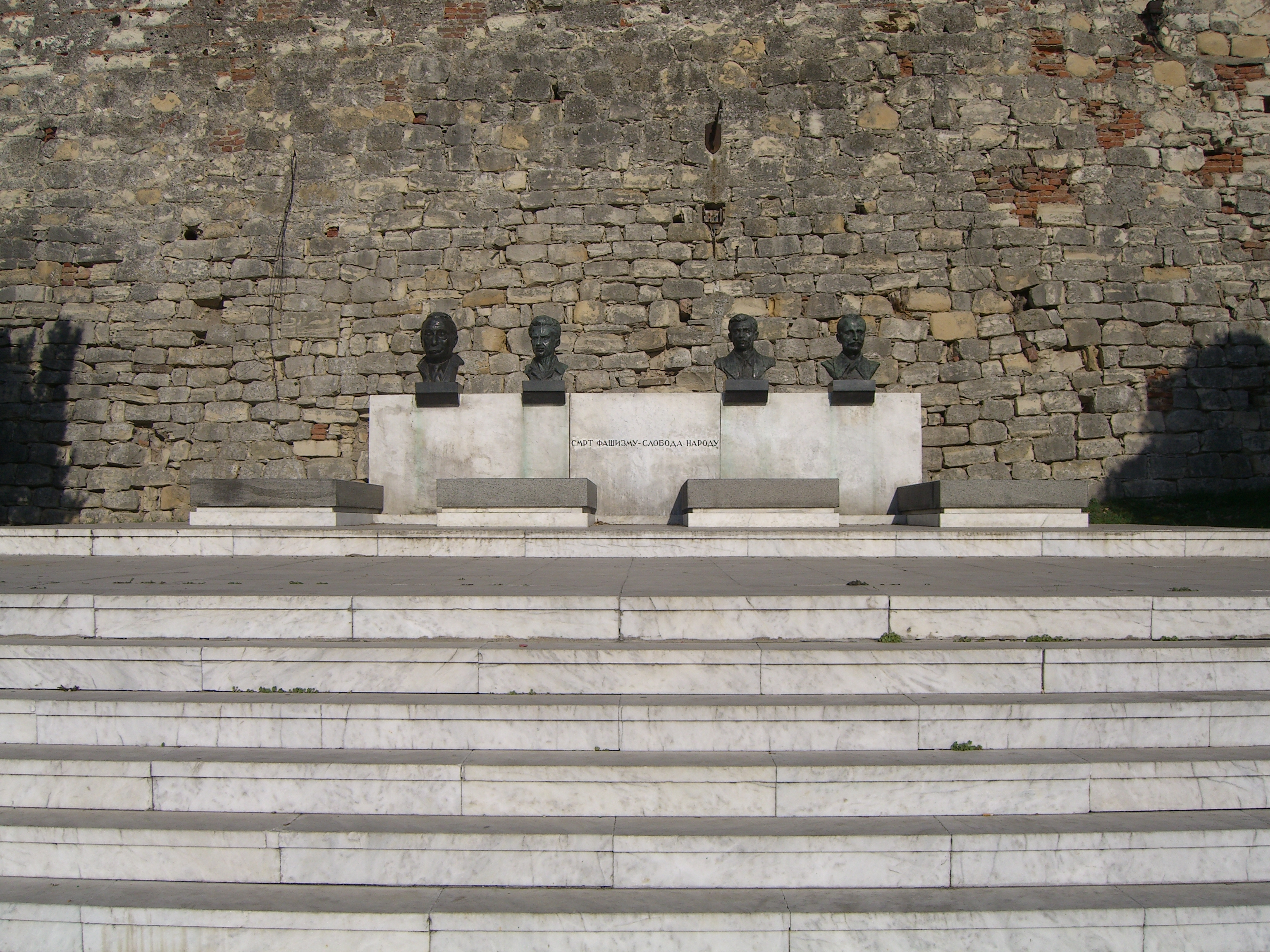
Le Tombeau des Héros nationaux

## Institutions et musées

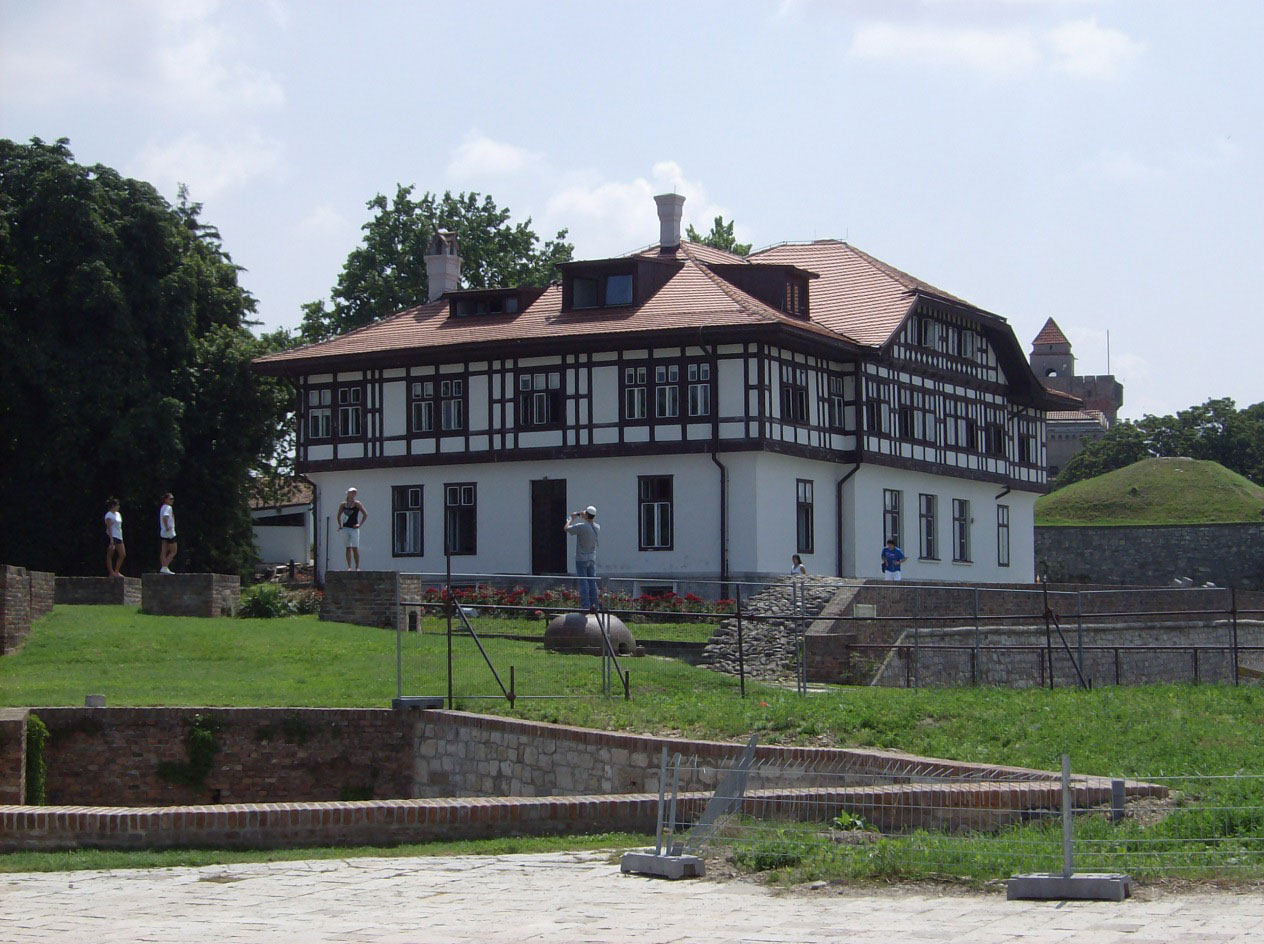
L'Institut pour la protection du patrimoine de la ville de Belgrade

La forteresse est aujourd'hui la propriété de l'État serbe et elle est gérée par la société publique Beogradska tvrđava. Le site, ouvert aux visiteurs, abrite plusieurs institutions. L'Institut pour la protection du patrimoine de la ville de Belgrade (Zavod za zaštitu spomenika grada Beograda) a été créé en 1960. Le Musée militaire (Vojni muzej) a été créé en 1878 par le roi Milan Ier ; depuis 1956, il est installé dans d'anciens bâtiments militaires datant de 1924.
Un observatoire public (Narodna opservatorija), dépendant de la Société d'astronomie Ruđer Bošković, a été installé en 1964 au sommet de la tour du desposte, dans la forteresse de Belgrade.
Le musée d'Histoire naturelle (Prirodnjački muzej) de la capitale serbe est également situé dans la forteresse. Le Zoo de Belgrade (Beogradski zoološki vrt), créé en 1936, se trouve également dans la forteresse.

## Galerie

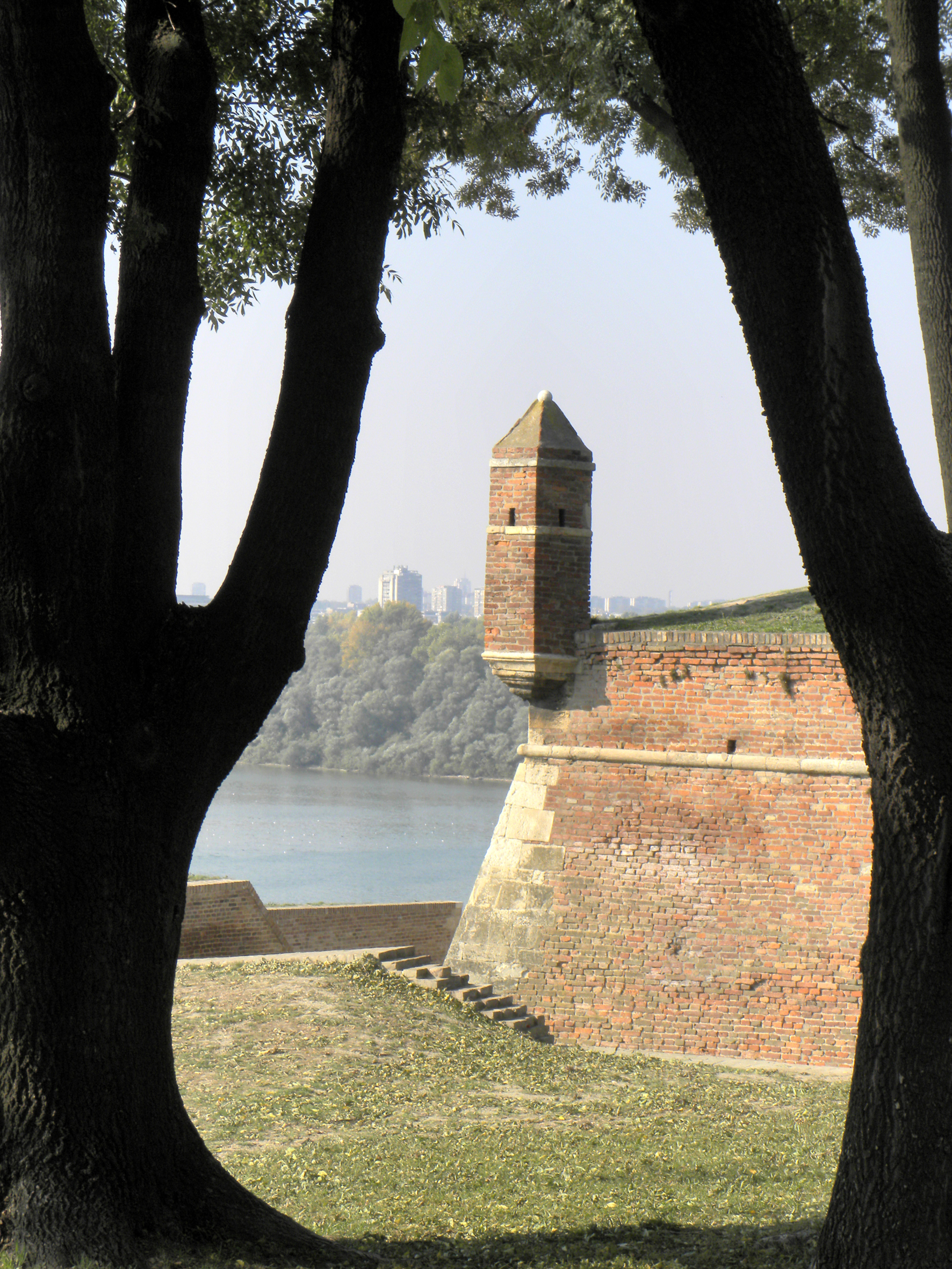
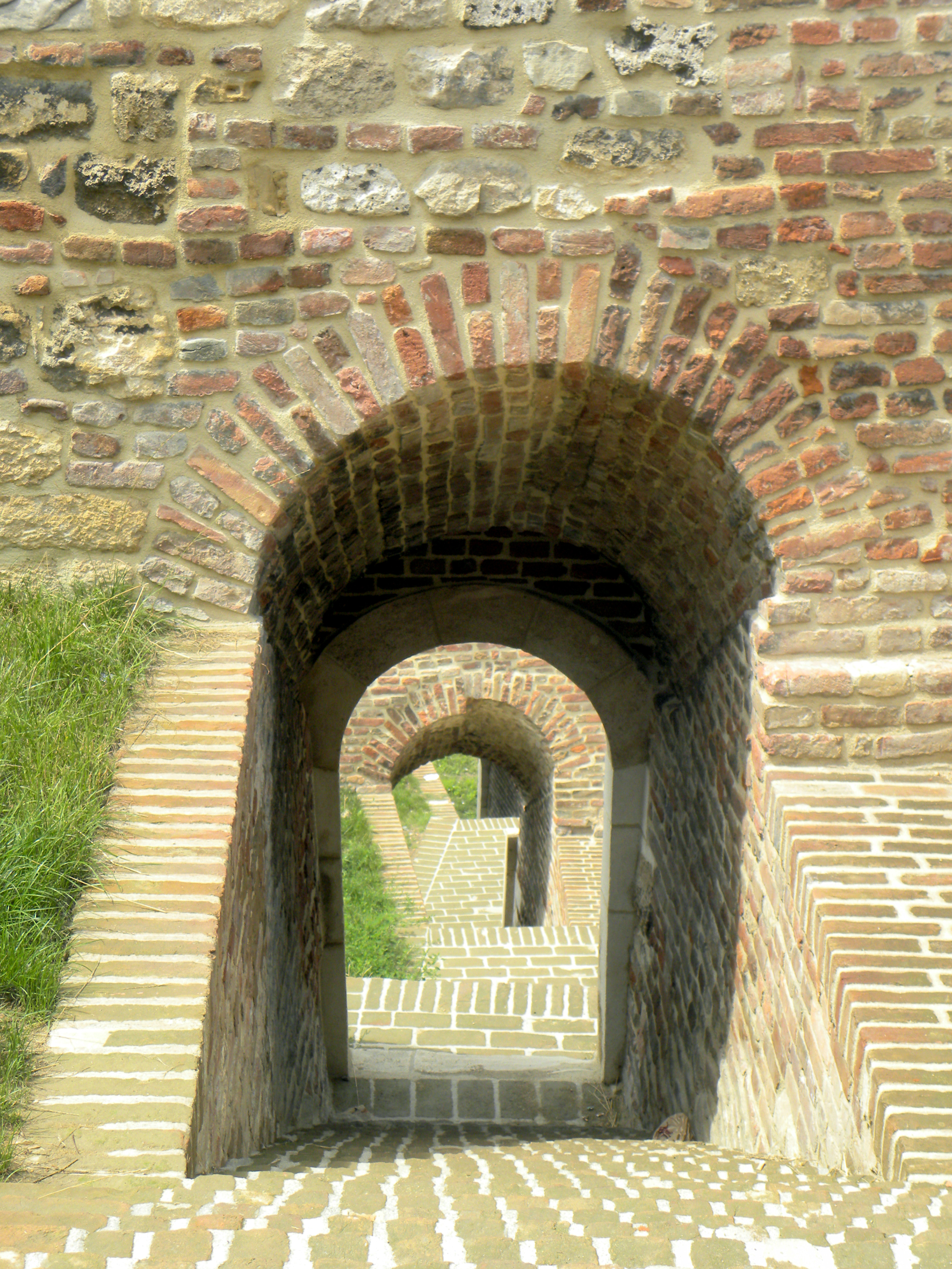
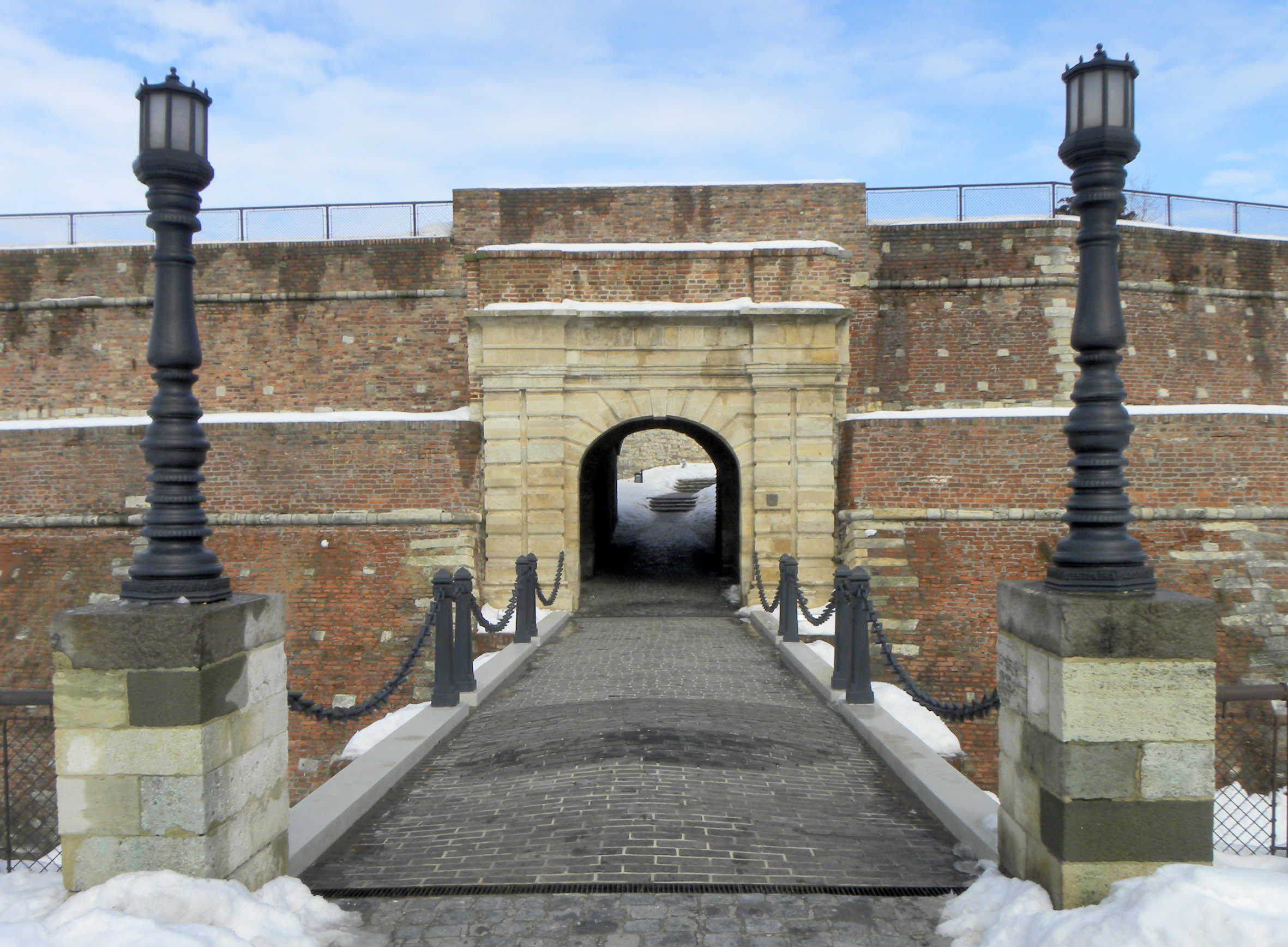
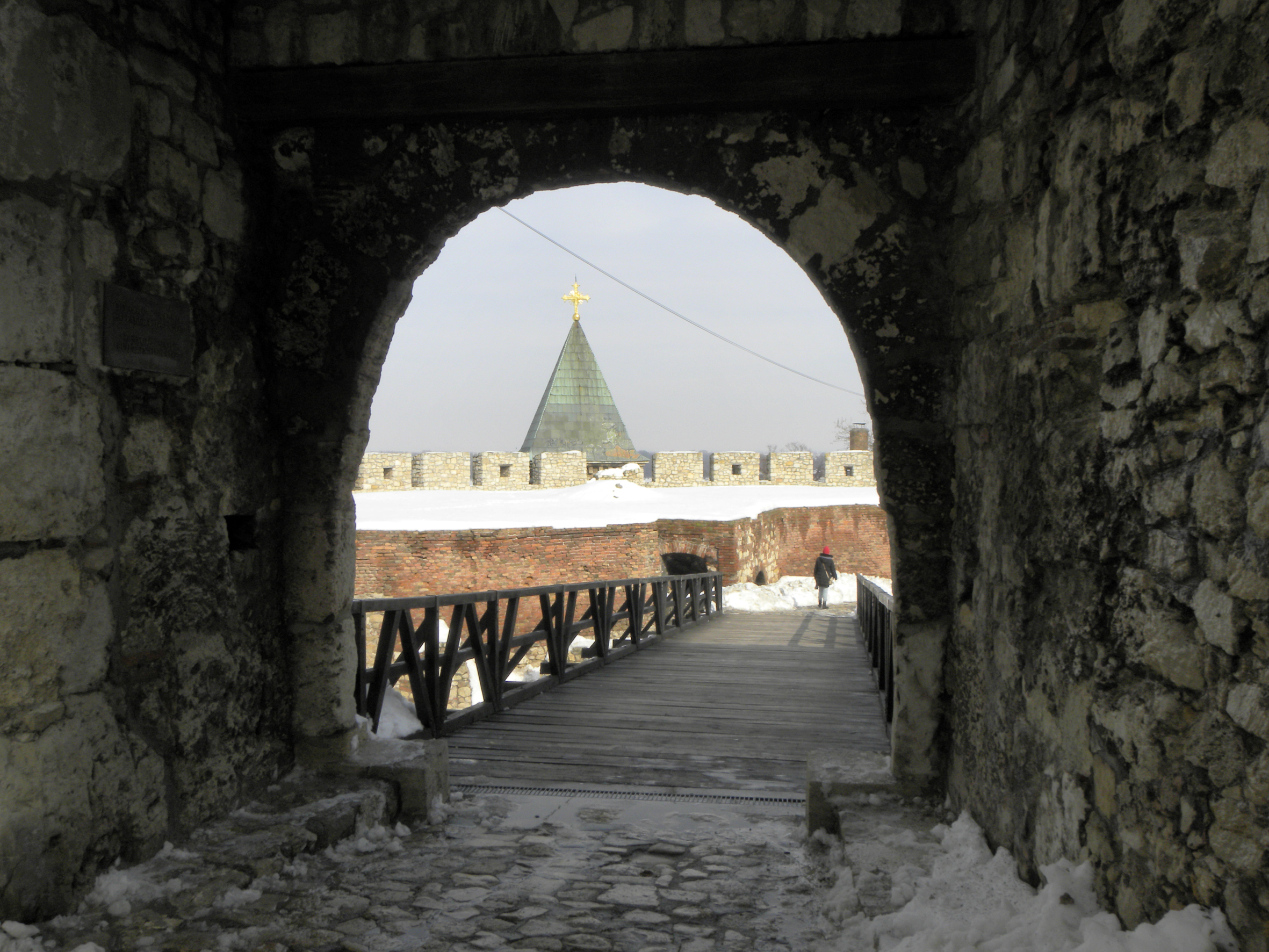
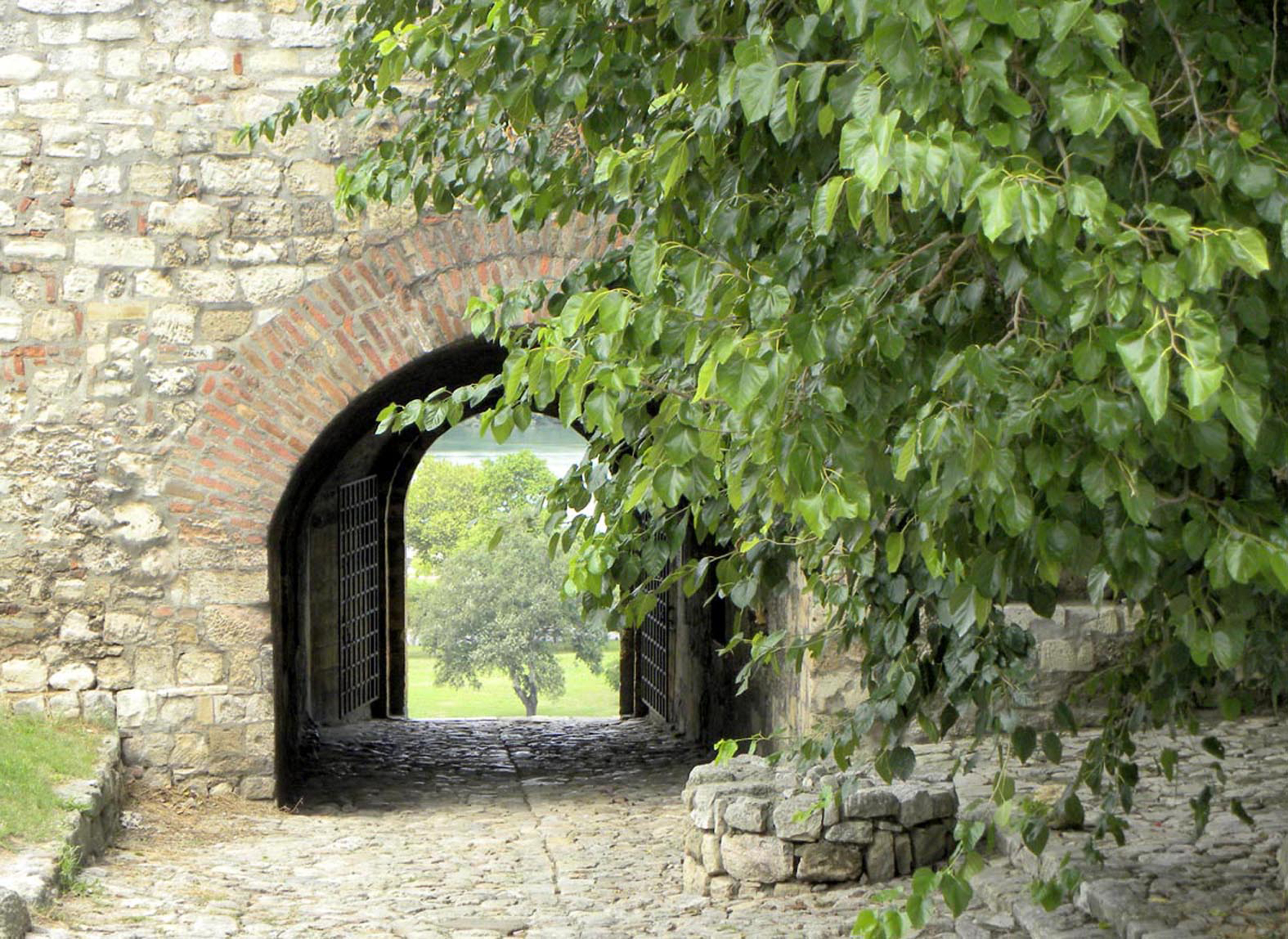
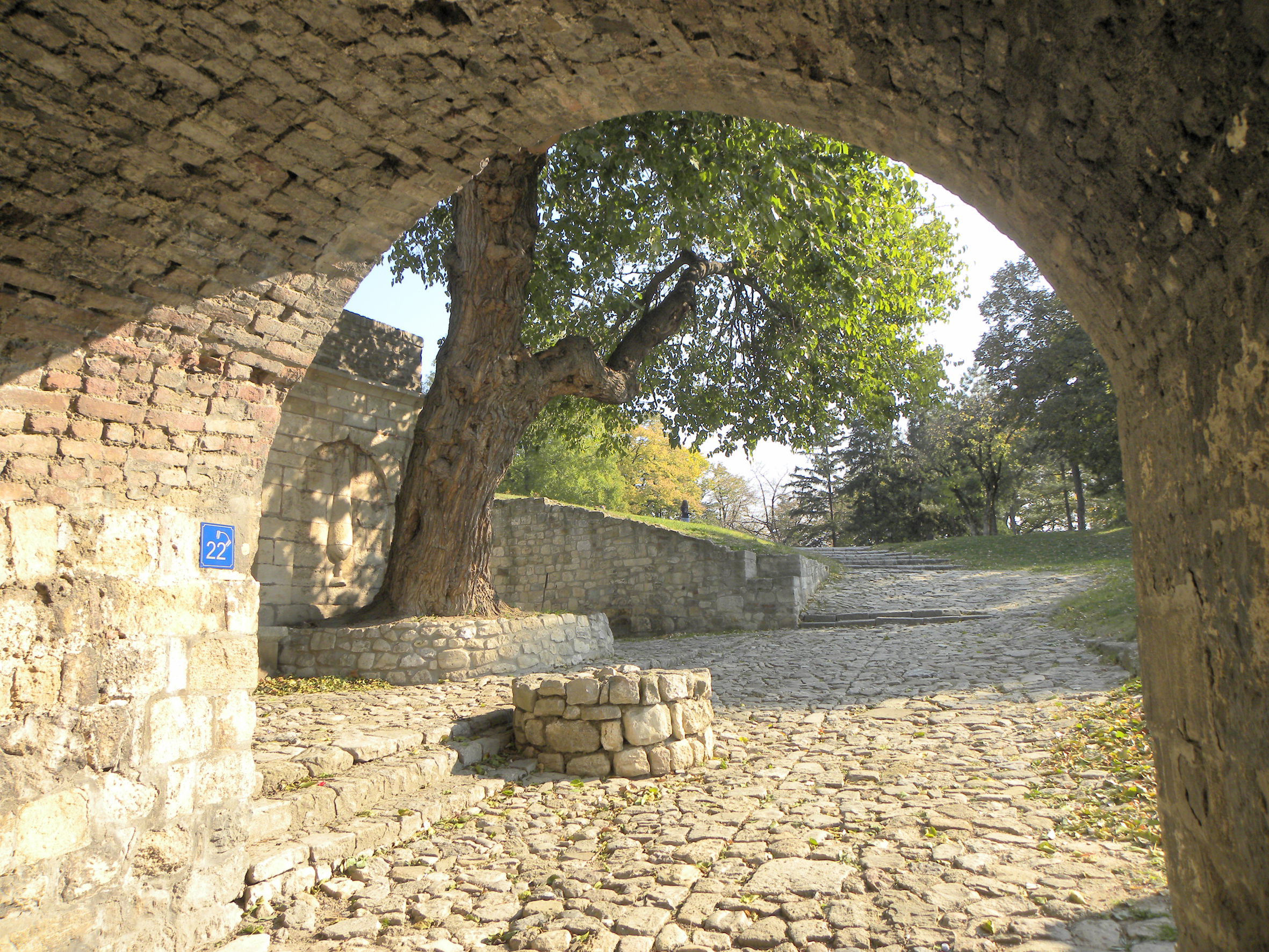
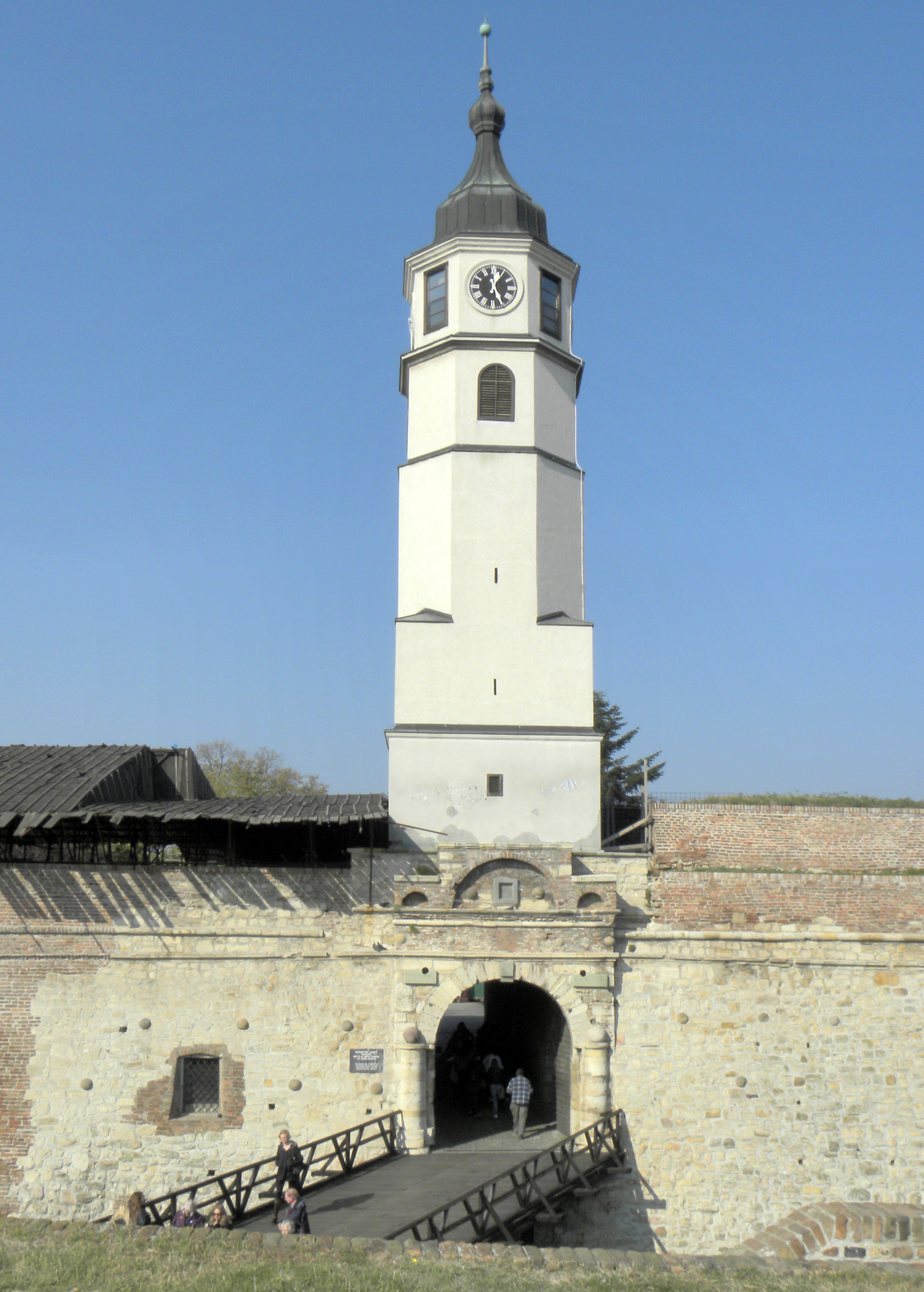
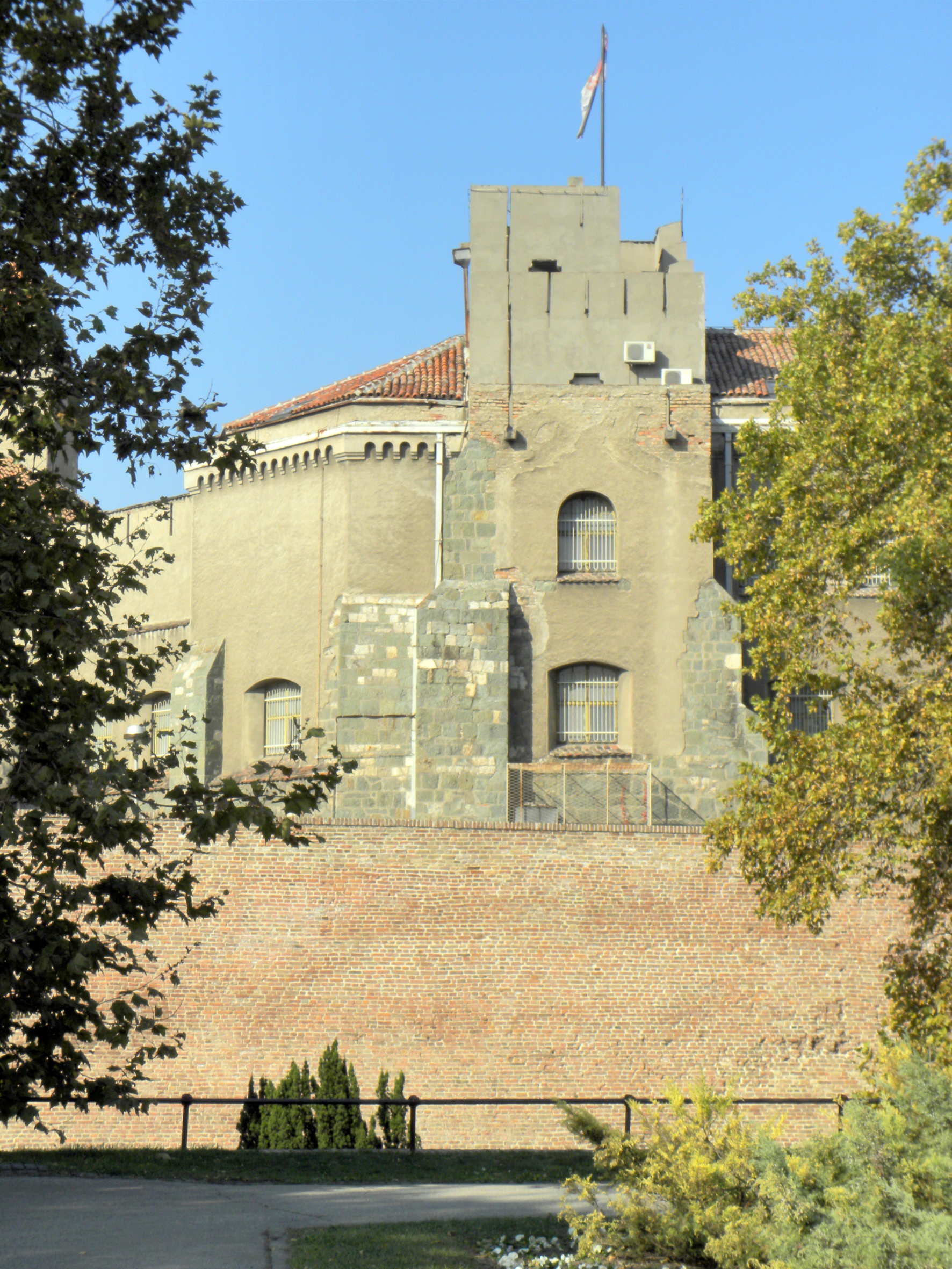
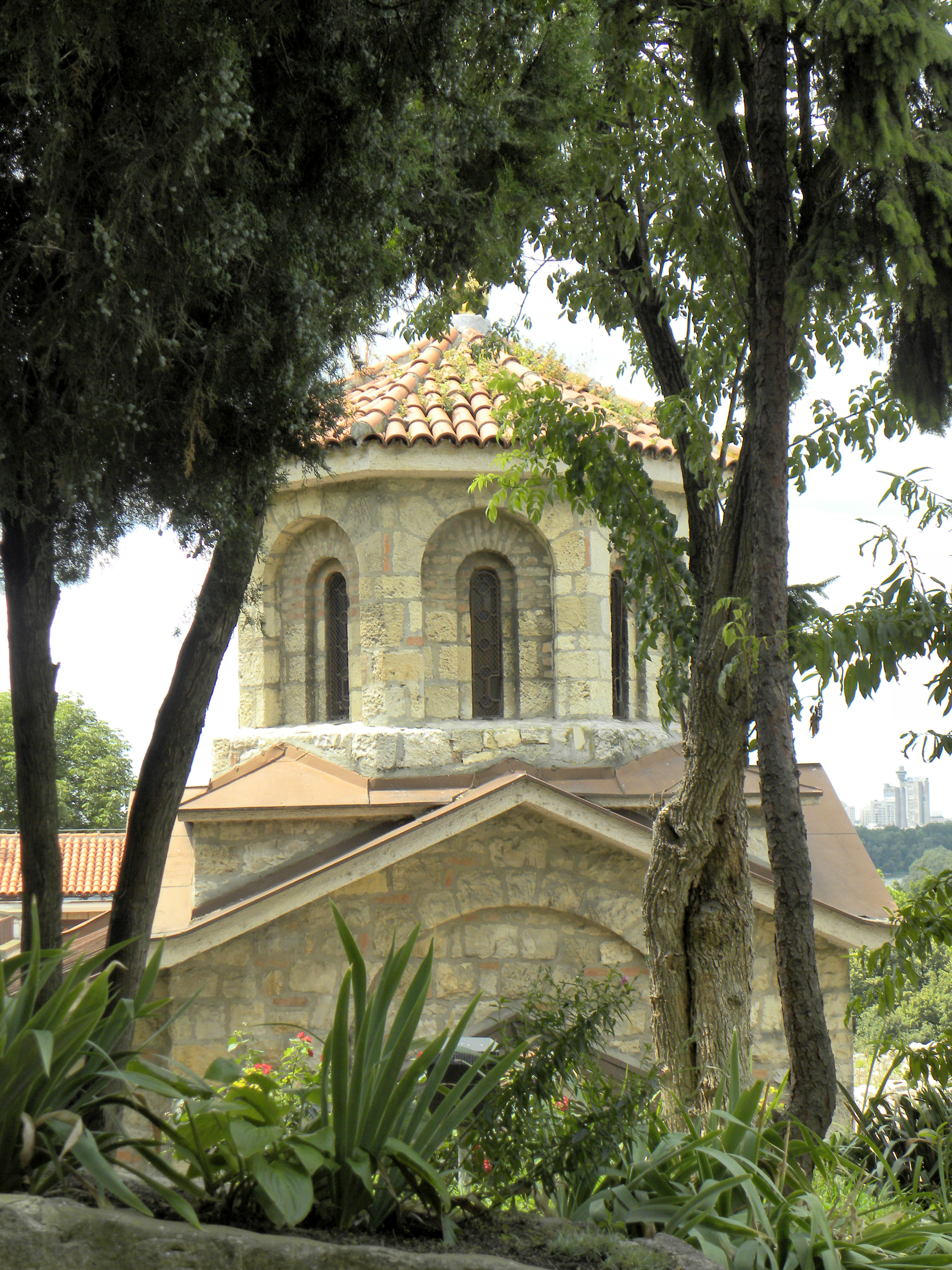
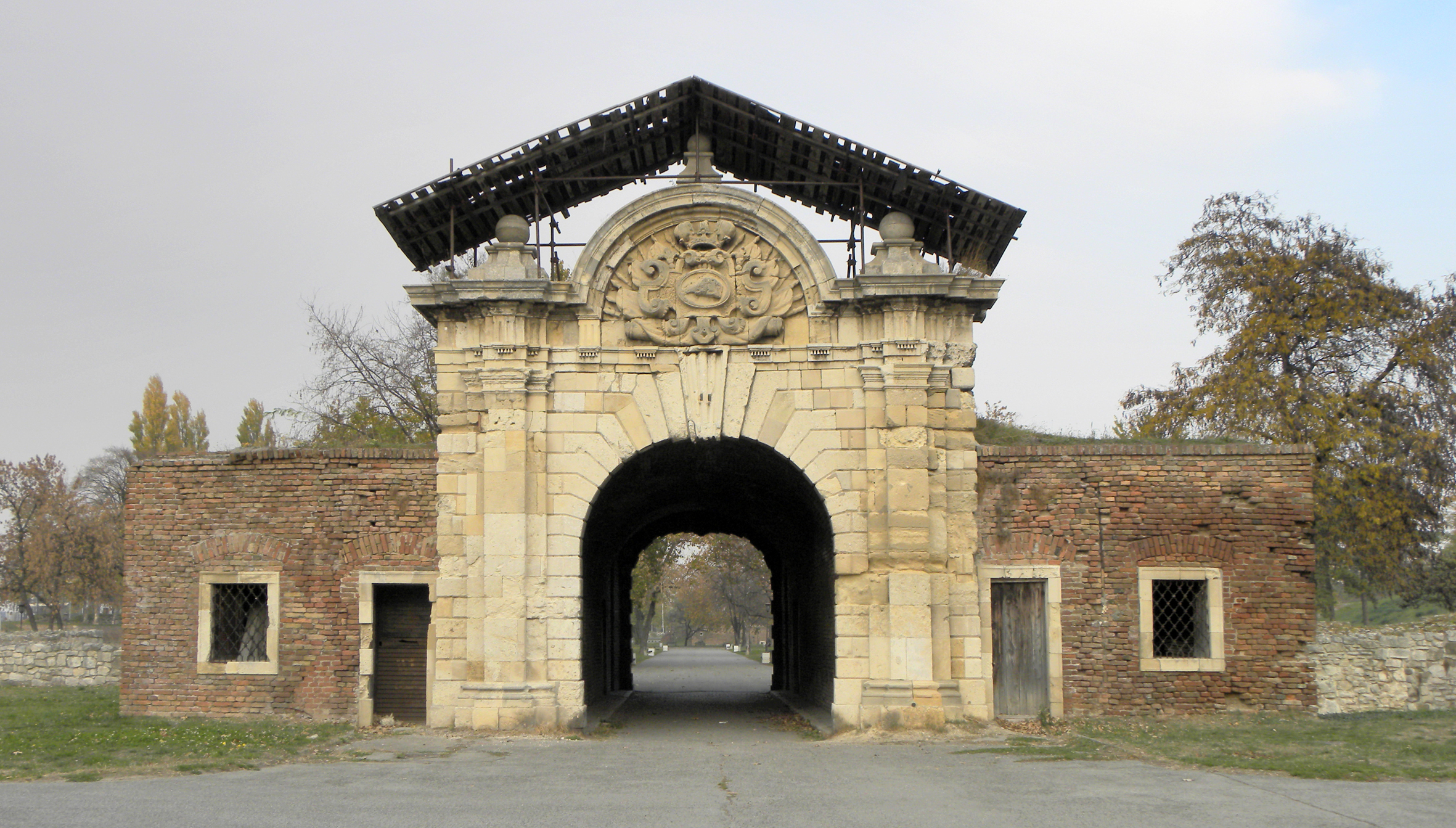
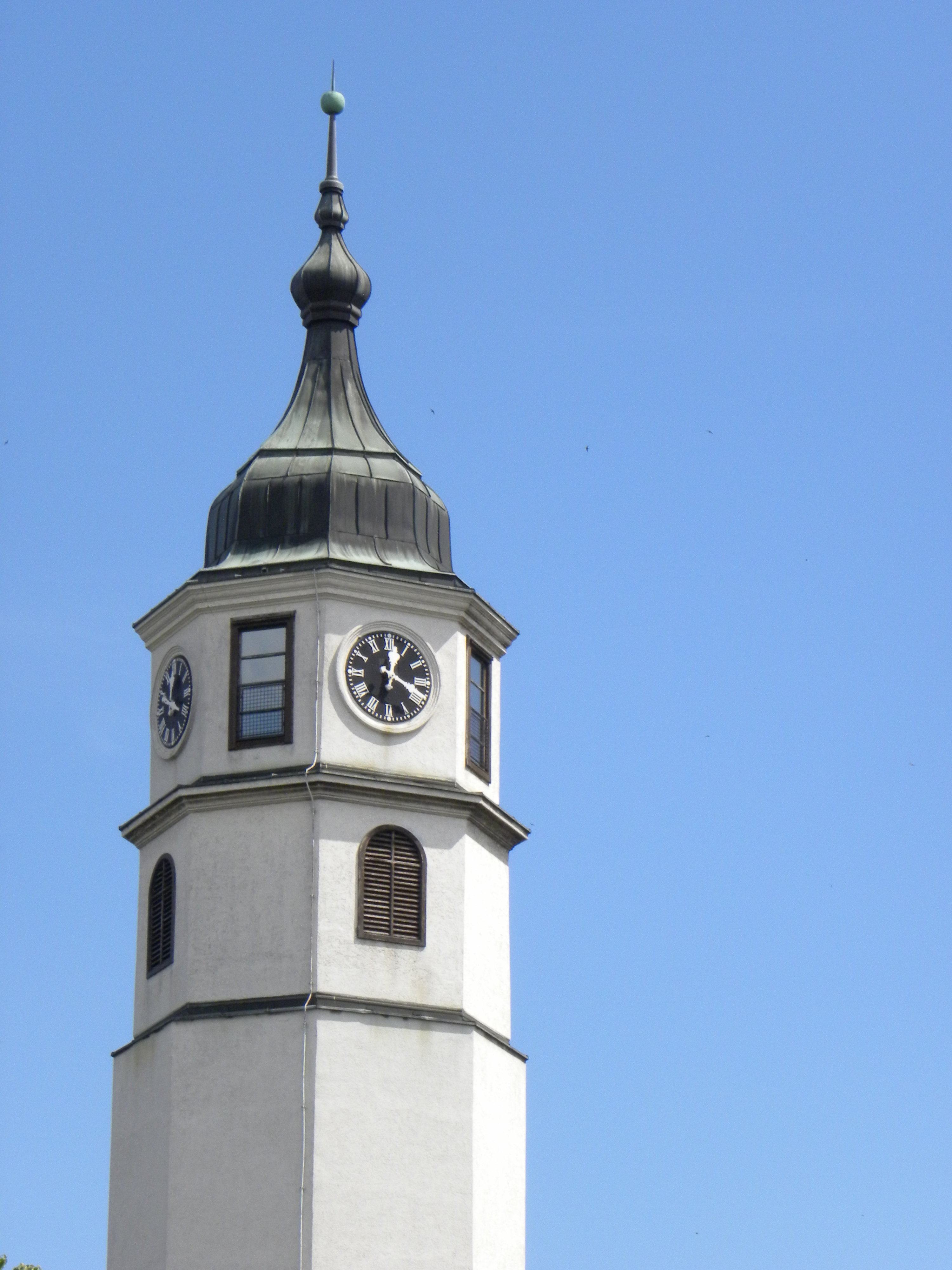
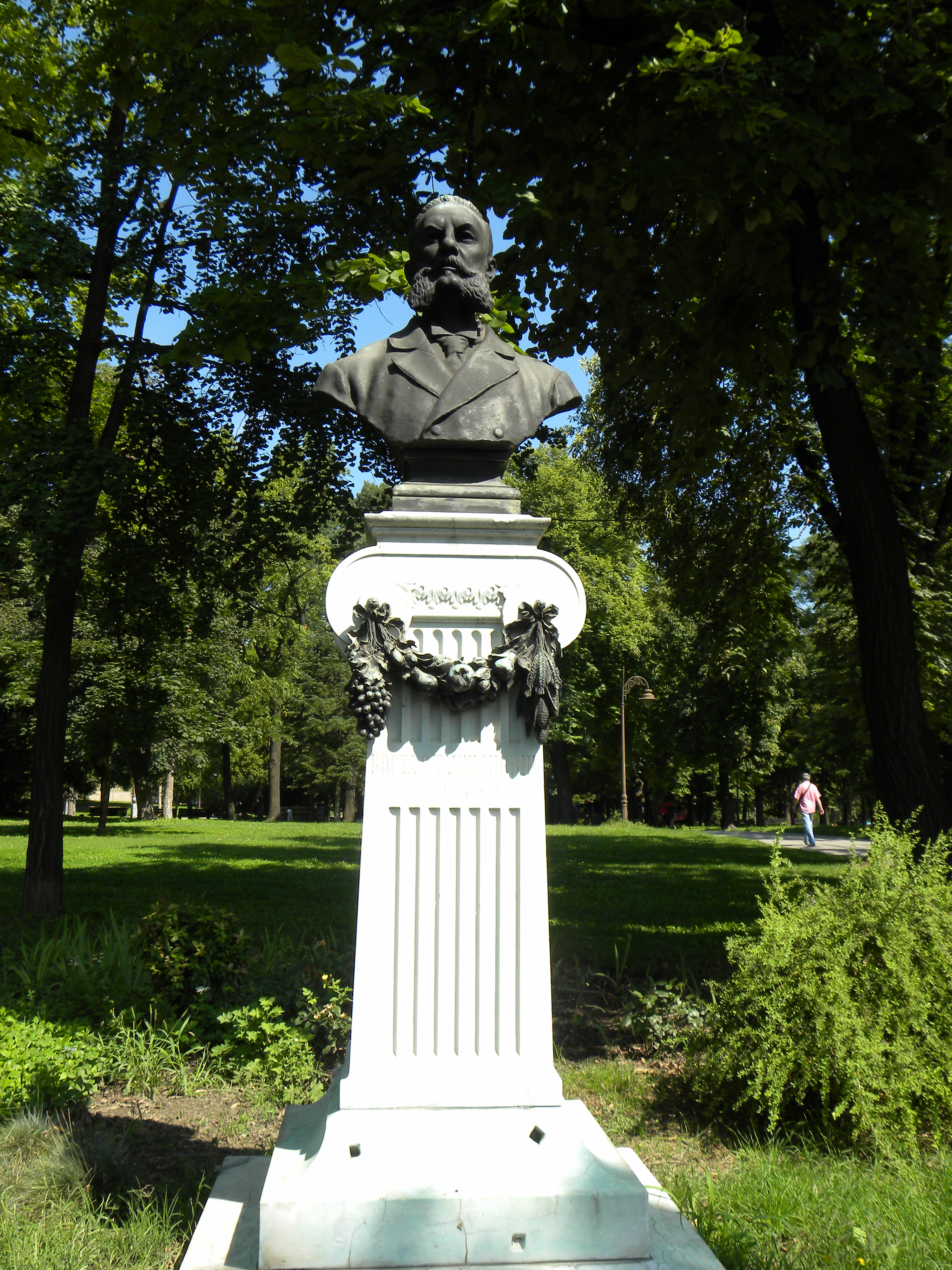
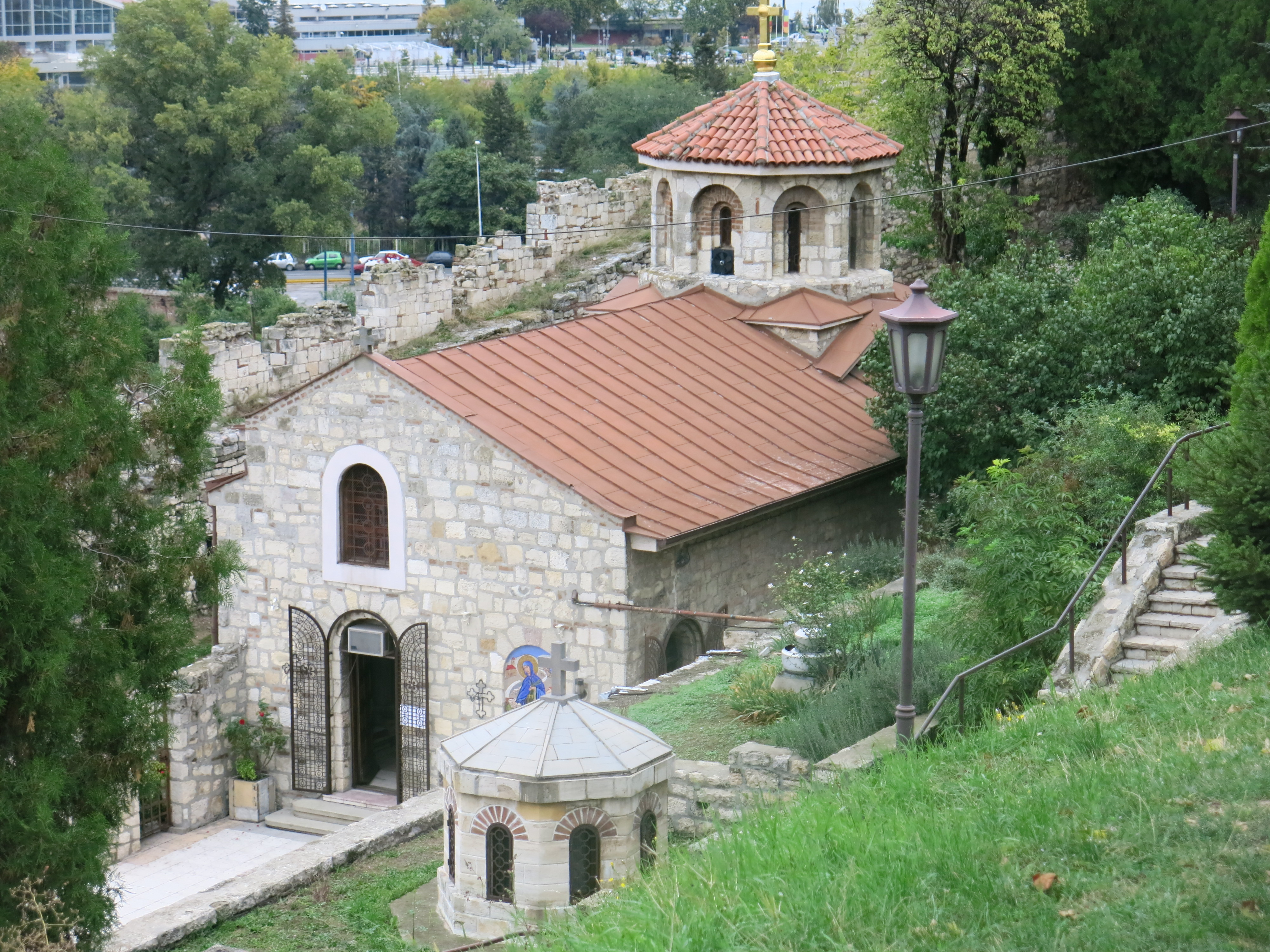
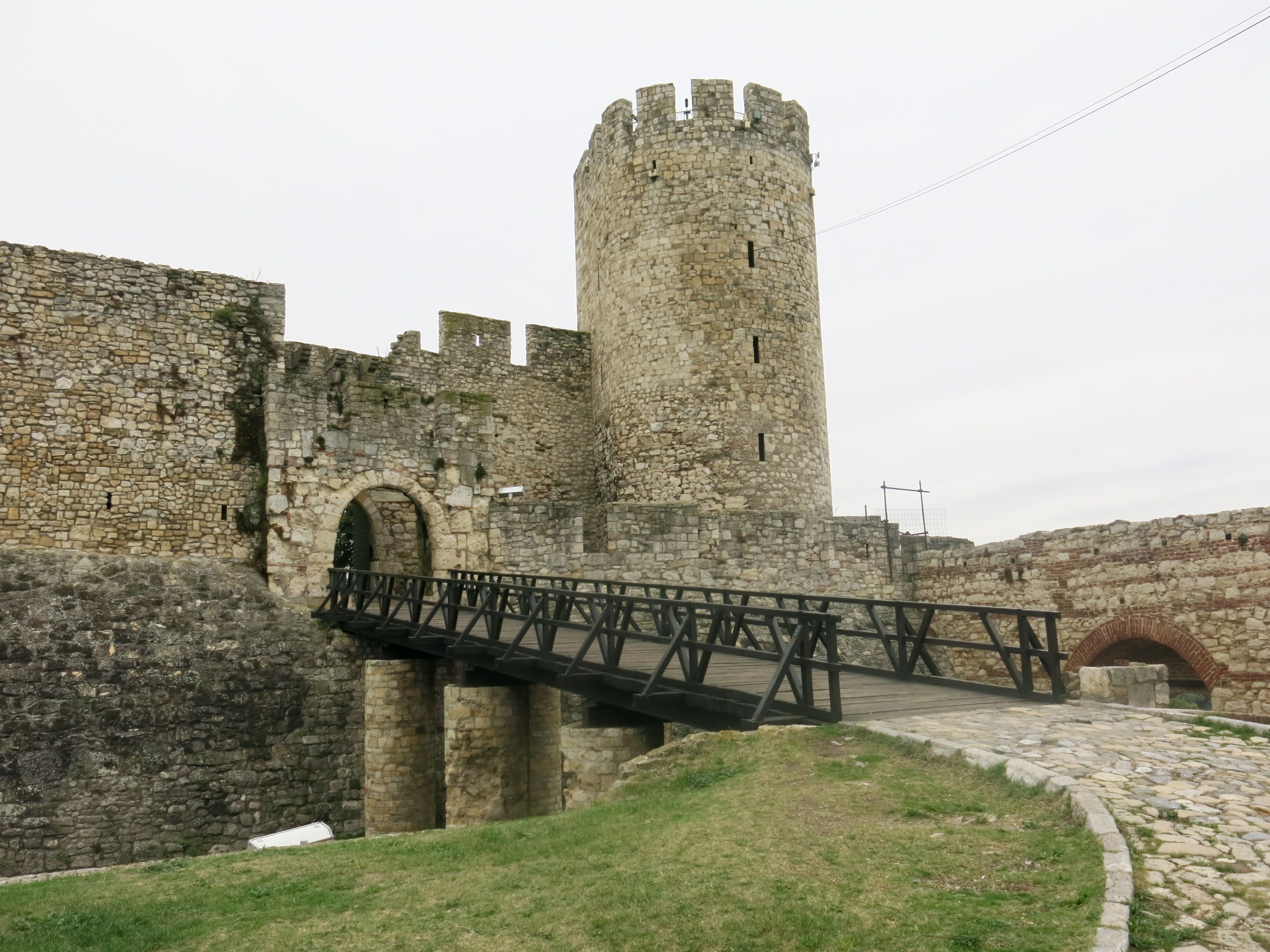
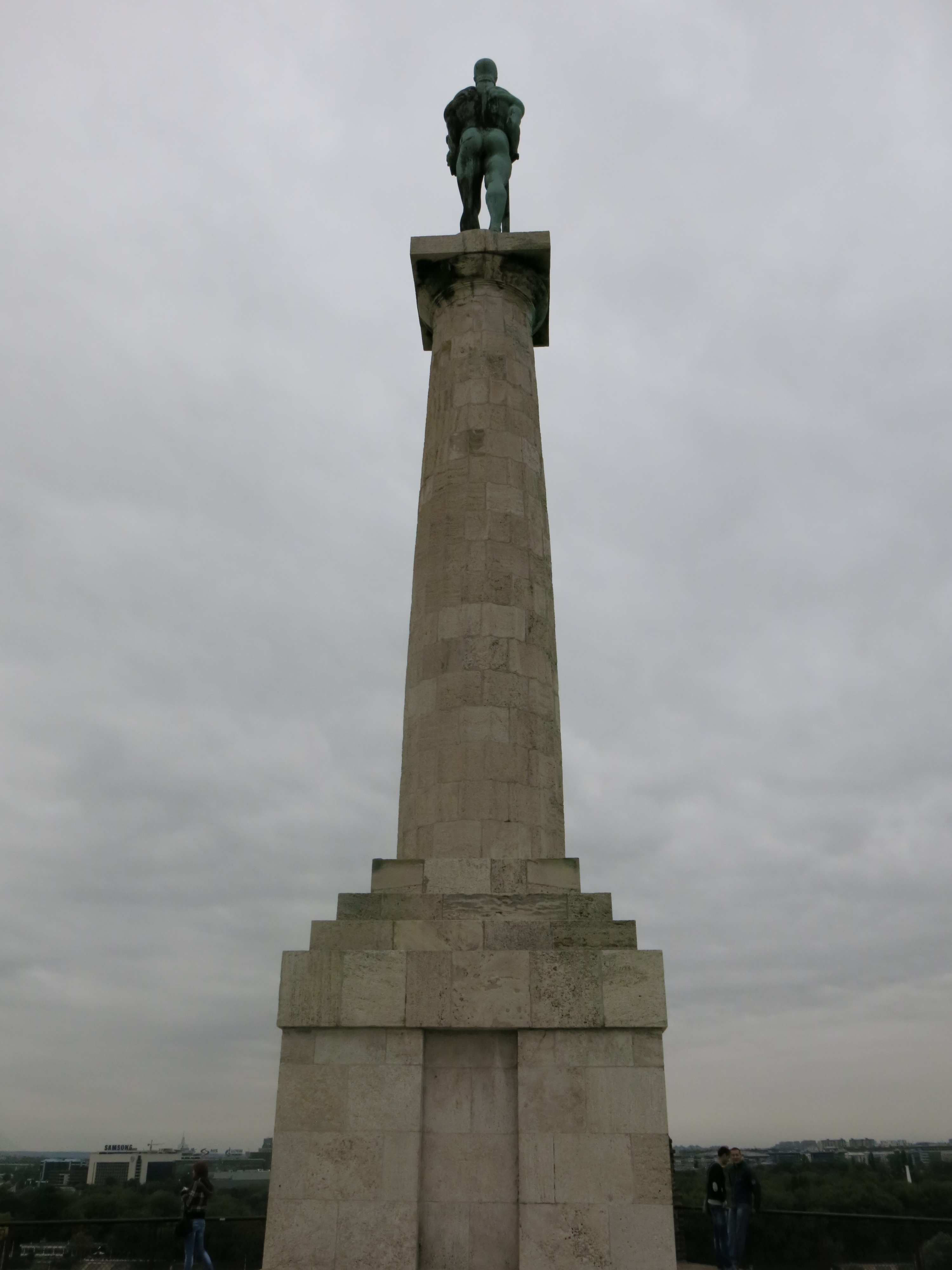